# Brasil nos Jogos Olímpicos de Verão de 2024

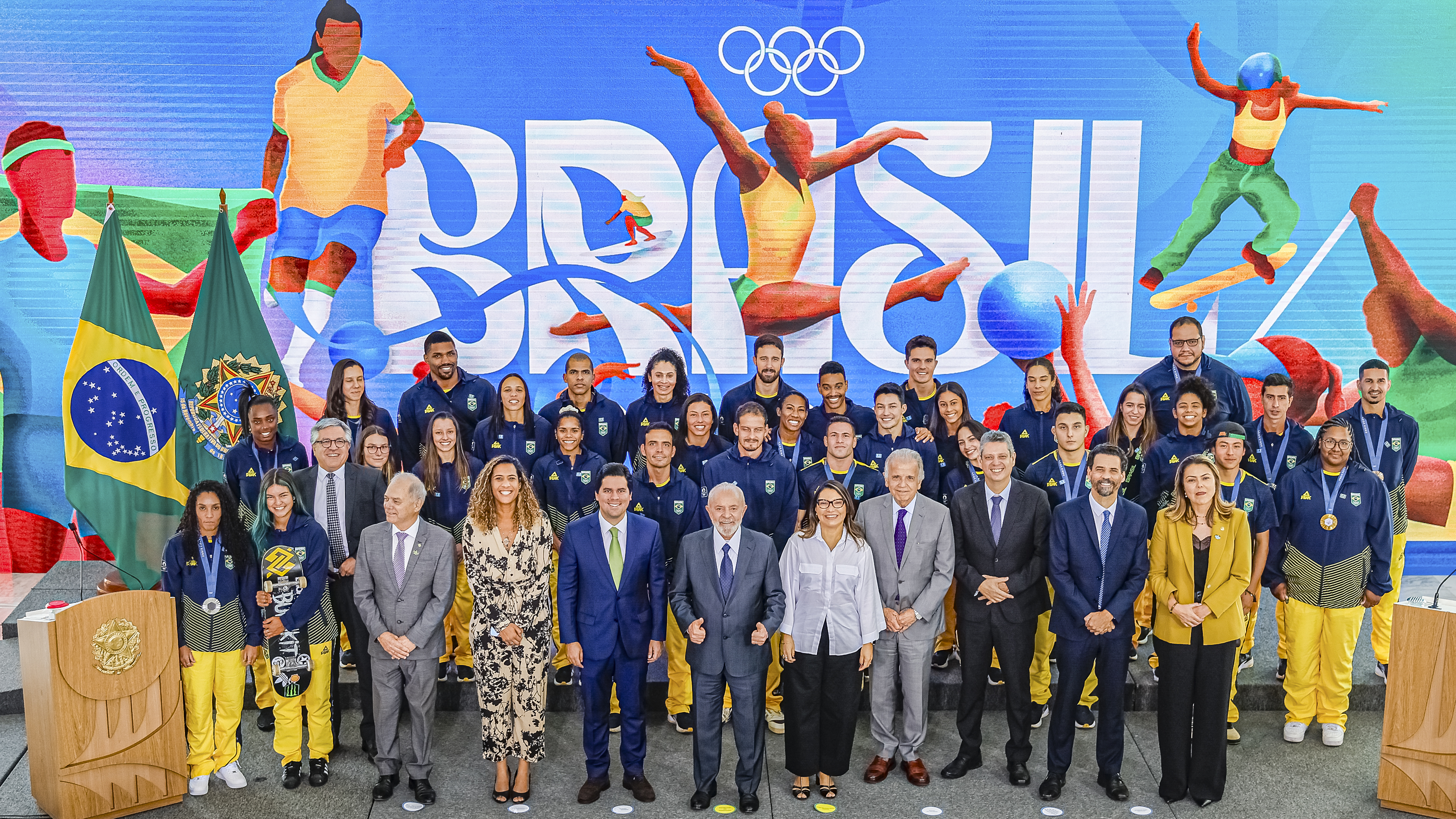
Luis Inácio Lula da Silva recebe atletas da delegação em Brasília.

Brasil, representado pelo Comitê Olímpico do Brasil (COB), competiu nos Jogos Olímpicos de Verão de 2024 em Paris de 26 de julho a 11 de agosto. Atletas brasileiros participaram de todas as edições dos Jogos Olímpicos de Verão de 1920 em diante, com exceção de Amsterdã 1928.
Isaquias Queiroz — canoísta e campeão olímpico em Tóquio 2020 — e Raquel Kochhann — capitã da Seleção Brasileira de Rugby Sevens — foram selecionados como os porta-bandeiras do Brasil na cerimônia de abertura, Enquanto que Ana Patrícia Ramos e Duda Lisboa — ambas campeãs olímpicas pelo vôlei de praia — foram as porta-bandeiras do Brasil na cerimônia de encerramento.

## Sumário
Com a conquista da medalha de prata no individual geral feminino na ginástica artística, Rebeca Andrade se consolida como a primeira atleta mulher brasileira a ter mais pódios na história do esporte brasileiro, superando Mayra Aguiar e Fofão e se tornando também a sexta atleta bicampeã em Olimpíadas, após a conquista do ouro no solo. Isaquias Queiroz se consolida como o segundo atleta brasileiro com mais pódios após a conquista da prata nos C1 1000 metros da canoagem, ficando atrás apenas de Rebeca e empatando com os velejadores Robert Scheidt e Torben Grael. Beatriz Souza volta a conquistar um ouro ao país no judô na categoria acima de 78 quilos, o que não acontecia desde a Rio 2016, quando Rafaela Silva conquistou uma medalha de ouro na categoria até 57 quilos. Em compensação, o país teve a melhor campanha no esporte desde Londres 2012 com um ouro, uma prata e dois bronzes, ganhando também uma medalha inédita entre equipes mistas.
No entanto, o país acabou não conquistando medalhas na natação e chegou a apenas quatro finais olímpicas, tendo o seu pior resultado desde Los Angeles 1984. Mas, apesar do resultado ruim, o país teve alguns feitos. Entre as mulheres, Mafê Costa chegou a final dos 400 m livre, algo que não acontecia desde Londres 1948, quando apenas Piedade Coutinho chegou a esta decisão. Beatriz Dizotti levou o país a inédita final dos 1500 m livre, fechando na sétima colocação. Já no revezamento 4x200 m feminino, o país igualou seu melhor resultado na história, terminando em sétimo na final. Entre os homens, Guilherme Costa quebrou o recorde das Américas com 3m42s76, chegando em quinto lugar na decisão dos 400 m livre, sendo o único da categoria masculina a participar de uma decisão.
Rayssa Leal, medalhista de bronze no skate, quebrou uma marca inédita no país e no mundo ao superar a saltadora Dorothy Poynton-Hill, já que a mesma conquistou a medalha de prata em 1928 com apenas 13 anos e ouro em 1932 com 17 anos, sendo até aquele momento a primeira esportista a conquistar duas medalhas consecutivas em um esporte com a menor idade nas Olimpíadas. Em 2021, Leal tinha apenas 13 anos e em 2024 estava com 16. Caio Bonfim se torna o primeiro medalhista olímpico brasileiro na marcha atlética nos 20km, garantindo o melhor resultado do atletismo brasileiro desde o bronze histórico de Vanderlei Cordeiro de Lima em 2004.
Mesmo fechando em quarto lugar, Hugo Calderano se tornou o primeiro mesa-tenista sul-americano a chegar em uma semifinal olímpica da modalidade, que geralmente é dominada por atletas asiáticos e europeus. Antes disso, Calderano havia chegado às quartas de final em Tóquio 2020, sendo a melhor campanha do Brasil e do continente americano no esporte. Nas equipes, o país igualou seu melhor resultado histórico (quartas de final), e participou pela primeira vez nas duplas mistas.
No voleibol de praia, o Brasil fica pela terceira vez de fora das semifinais no masculino, mas no feminino, após a ausência em Tóquio, uma dupla avançou para a decisão, recolocando o país no pódio, com Ana Patrícia Ramos e Duda Lisboa conquistando um título, o que não acontecia no esporte desde 2016 e também entre as mulheres desde Atlanta 1996. No voleibol de quadra, a seleção masculina caiu nas quartas de final e a feminina caiu nas semifinais, ambos para os Estados Unidos, correspondendo ao pior resultado do esporte desde 2000, sendo até então a última vez em que o país não disputava uma final olímpica nos dois naipes. No entanto, a equipe feminina manteve a tradição do pódio no esporte nos dois gêneros desde 1992, conquistando a sua terceira medalha de bronze.
Pelo futebol feminino, mesmo com uma campanha razoável com apenas uma vitória e duas derrotas, a seleção brasileira chega às quartas de final por ser a melhor terceira colocada, arrancando uma vitória inédita contra as donas da casa, a França, além de vencer a Espanha na semifinal, a qual havia perdido na fase preliminar, voltando a disputar uma final desde Pequim 2008. No geral, o Brasil chega a 20 anos seguidos em uma decisão desse esporte considerando os dois gêneros. 
Com uma expectativa de superar o recorde de Tóquio 2020 no quadro de medalhas, o país acabou ficando com o desempenho um pouco abaixo do esperado, tendo também menos medalhas de ouro desde 2012, sendo impulsionado pelas campanhas ruins na natação, atletismo, boxe e na vela, no caso do último, pela primeira vez desde Barcelona 1992, o Brasil saiu sem medalhas dessa modalidade. Porém, manteve os bons números totais acumulados em 2008 e 2012 e fechou com o segundo maior número de medalhas conquistadas na história das Olímpiadas. Por outro lado, apesar das melhores campanhas da história do esporte olímpico na ginástica artística e no judô, com ambos chegando a quatro medalhas no total, o país colecionou alguns feitos inéditos, sendo eles: alcançar o top-6 do ciclismo BMX Livre com Gustavo Oliveira; obteve a primeira vitória no Badminton feminino com Juliana Vieira; a primeira medalha no surfe feminino com Tatiana Weston-Webb; Luiz Maurício da Silva se tornou o primeiro atleta brasileiro a disputar a final do lançamento de dardo desde 1932 e Bárbara Domingos se tornou a primeira ginasta brasileira a disputar uma decisão por aparelhos da ginástica rítmica, alcançando o sétimo lugar nas eliminatórias. No triatlo, Miguel Hidalgo alcançou a décima posição na categoria masculina, superando Leandro Macedo, que havia alcançando o décimo quarto lugar em 2000. No geral, Hidalgo também ultrapassou Sandra Soldan, que até então tinha a melhor marca do país por ficar em décimo primeiro lugar também em 2000. No taekwondo, Edival Pontes se tornou o terceiro brasileiro na história a obter uma medalha olímpica no esporte, depois de Natália Falavigna e Maicon de Andrade. Giullia Penalber se tornou a primeira brasileira na história a chegar em uma disputa de medalha no Wrestling Olímpico.
Além disso, a maioria das medalhas conquistadas pelo Brasil vieram de mulheres, algo inédito na história do esporte brasileiro, com o pódio dourado dominado por atletas femininas.

## Medalhas
| Adriana Angelina Ana Vitória Antônia Duda Sampaio Gabi Nunes Gabi Portilho Jheniffer Kerolin Lauren Lorena | Luciana Ludmila Marta Priscila Rafaelle Souza Tainá Tamires Tarciane Thaís Yasmim Vitória Yaya |

| Ana Carolina Ana Cristina Diana Gabi Júlia Lorenne | Natália Nyeme Macris Tainara Thaísa Roberta Rosamaria |

| Adriana Angelina Ana Vitória Antônia Duda Sampaio Gabi Nunes Gabi Portilho Jheniffer Kerolin Lauren Lorena | Luciana Ludmila Marta Priscila Rafaelle Souza Tainá Tamires Tarciane Thaís Yasmim Vitória Yaya |

| Ana Carolina Ana Cristina Diana Gabi Júlia Lorenne | Natália Nyeme Macris Tainara Thaísa Roberta Rosamaria |

| Medalhistas múltiplos | Medalhistas múltiplos | Medalhistas múltiplos | Medalhistas múltiplos     |
| Atleta                | Medalha               | Esporte               | Prova                     |
| --------------------- | --------------------- | --------------------- | ------------------------- |
| Rebeca Andrade        | Ouro                  | Ginástica             | Solo feminino             |
| Rebeca Andrade        | Prata                 | Ginástica             | Individual geral feminino |
| Rebeca Andrade        | Prata                 | Ginástica             | Salto feminino            |
| Rebeca Andrade        | Bronze                | Ginástica             | Equipes femininas         |
| Beatriz Souza         | Ouro                  | Judô                  | Mais de 78 kg feminino    |
| Beatriz Souza         | Bronze                | Judô                  | Equipes mistas            |
| Willian Lima          | Prata                 | Judô                  | Até 66 kg masculino       |
| Willian Lima          | Bronze                | Judô                  | Equipes mistas            |
| Larissa Pimenta       | Bronze                | Judô                  | Até 52 kg feminino        |
| Larissa Pimenta       | Bronze                | Judô                  | Equipes mistas            |

| Medalhas por dia | Medalhas por dia | Medalhas por dia | Medalhas por dia  | Medalhas por dia  |
| Dia              | Medalha de ouro  | Medalha de prata | Medalha de bronze | Total de medalhas |
| ---------------- | ---------------- | ---------------- | ----------------- | ----------------- |
| 27 de julho      |                  |                  |                   |                   |
| 28 de julho      |                  | 1                | 2                 | 3                 |
| 29 de julho      |                  |                  |                   |                   |
| 30 de julho      |                  |                  | 1                 | 1                 |
| 31 de julho      |                  |                  |                   |                   |
| 1 de agosto      |                  | 2                |                   | 2                 |
| 2 de agosto      | 1                |                  |                   | 1                 |
| 3 de agosto      |                  | 1                | 2                 | 3                 |
| 4 de agosto      |                  |                  |                   |                   |
| 5 de agosto      | 1                | 1                | 1                 | 3                 |
| 6 de agosto      |                  |                  |                   |                   |
| 7 de agosto      |                  |                  | 1                 | 1                 |
| 8 de agosto      |                  |                  | 1                 | 1                 |
| 9 de agosto      | 1                | 1                | 1                 | 3                 |
| 10 de agosto     |                  | 1                | 1                 | 2                 |
| 11 de agosto     |                  |                  |                   |                   |
| Total            | 3                | 7                | 10                | 20                |

| Medalhas por esporte | Medalhas por esporte | Medalhas por esporte | Medalhas por esporte | Medalhas por esporte |
| Esporte              | Medalha de ouro      | Medalha de prata     | Medalha de bronze    | Total de medalhas    |
| -------------------- | -------------------- | -------------------- | -------------------- | -------------------- |
| Atletismo            |                      | 1                    | 1                    | 2                    |
| Boxe                 |                      |                      | 1                    | 1                    |
| Canoagem             |                      | 1                    |                      | 1                    |
| Futebol              |                      | 1                    |                      | 1                    |
| Ginástica            | 1                    | 2                    | 1                    | 4                    |
| Judô                 | 1                    | 1                    | 2                    | 4                    |
| Skate                |                      |                      | 2                    | 2                    |
| Surfe                |                      | 1                    | 1                    | 2                    |
| Taekwondo            |                      |                      | 1                    | 1                    |
| Voleibol             |                      |                      | 1                    | 1                    |
| Voleibol de praia    | 1                    |                      |                      | 1                    |
| Total                | 3                    | 7                    | 10                   | 20                   |

| Medalhas por gênero | Medalhas por gênero | Medalhas por gênero | Medalhas por gênero | Medalhas por gênero |
| Gênero              | Medalha de ouro     | Medalha de prata    | Medalha de bronze   | Total de medalhas   |
| ------------------- | ------------------- | ------------------- | ------------------- | ------------------- |
| Feminino            | 3                   | 4                   | 5                   | 12                  |
| Masculino           |                     | 3                   | 4                   | 7                   |
| Misto               |                     |                     | 1                   | 1                   |
| Total               | 3                   | 7                   | 10                  | 20                  |

## Competidores

### Por modalidade esportiva
Abaixo um resumo da quantidade de vagas destinadas a atletas brasileiro conquistadas aos Jogos Olímpicos de 2024 por modalidade até julho de 2023.
| Esporte            | Masculino | Feminino | Total |
| ------------------ | --------- | -------- | ----- |
| Atletismo          | 23        | 15       | 40    |
| Badminton          | 1         | 1        | 2     |
| Basquetebol        | 12        | 0        | 12    |
| Boxe               | 5         | 5        | 10    |
| Canoagem           | 5         | 3        | 8     |
| Ciclismo           | 3         | 3        | 6     |
| Esgrima            | 1         | 2        | 3     |
| Futebol            | 0         | 18       | 18    |
| Ginástica          | 3         | 12       | 15    |
| Halterofilismo     | 0         | 2        | 2     |
| Handebol           | 0         | 14       | 14    |
| Hipismo            | 7         | 0        | 7     |
| Judô               | 7         | 6        | 13    |
| Lutas              | 0         | 1        | 1     |
| Natação            | 11        | 9        | 20    |
| Pentatlo moderno   | 0         | 1        | 1     |
| Remo               | 1         | 1        | 2     |
| Rugby sevens       | 0         | 12       | 12    |
| Saltos ornamentais | 1         | 1        | 2     |
| Surfe              | 3         | 3        | 6     |
| Skate              | 6         | 6        | 12    |
| Taekwondo          | 2         | 2        | 4     |
| Tênis              | 2         | 3        | 5     |
| Tênis de mesa      | 3         | 3        | 6     |
| Tiro               | 1         | 2        | 3     |
| Tiro com arco      | 1         | 1        | 2     |
| Triatlo            | 2         | 2        | 4     |
| Vela               | 7         | 5        | 12    |
| Voleibol           | 16        | 16       | 32    |
| Total              | 124       | 152      | 276   |

## Atletismo
Os atletas brasileiros de atletismo alcançaram os padrões de entrada para Paris 2024, seja pela passagem na marca classificatória direta (ou tempo para provas de atletismo) ou pelo ranking mundial, nas seguintes provas (no máximo 3 atletas cada):
Daniel Nascimento estava classificado para participar, mas foi suspenso alguns dias antes dos Jogos por conta de doping. Darlan Romani teve uma grave hérnia de disco a poucos dias dos Jogos, tendo que desistir de participar. 
Pista e estrada
Masculino
| Atleta                                                                               | Evento              | Baterias | Baterias    | Repescagem  | Repescagem  | Semifinal   | Semifinal   | Final       | Final             |
| Atleta                                                                               | Evento              | Tempo    | Posição     | Tempo       | Posição     | Tempo       | Posição     | Tempo       | Posição           |
| ------------------------------------------------------------------------------------ | ------------------- | -------- | ----------- | ----------- | ----------- | ----------- | ----------- | ----------- | ----------------- |
| Erik Cardoso                                                                         | 100 m               | 10.35    | 6 (51)      | —           | —           | Não avançou | Não avançou | Não avançou | Não avançou       |
| Felipe Bardi                                                                         | 10.18               | 4 (32)   | Não avançou | Não avançou | Não avançou | Não avançou |             |             |                   |
| Paulo André Camilo                                                                   | 10.46               | 8 (61)   | Não avançou | Não avançou | Não avançou | Não avançou |             |             |                   |
| Renan Gallina                                                                        | 200 m               | 20.41    | 3 (19) Q    | Bye         | Bye         | 20.60       | 6 (17)      | Não avançou | Não avançou       |
| Lucas Carvalho                                                                       | 400 m               | 45.85    | 7 (39)      | 46.25       | 3 (17)      | Não avançou | Não avançou | Não avançou | Não avançou       |
| Rafael Pereira                                                                       | 110 m com barreiras | 13.47    | 6 (20)      | 13.54       | 1 (7) Q     | 13.87       | 8 (24)      | Não avançou | Não avançou       |
| Eduardo de Deus                                                                      | 110 m com barreiras | 13.37    | 3 (10) Q    | Bye         | Bye         | 13.44       | 6 (20)      | Não avançou | Não avançou       |
| Alison dos Santos                                                                    | 400 m com barreiras | 48.75    | 3 (14) Q    | Bye         | Bye         | 47.95       | 3 (4) Q     | 47.26       | Medalha de bronze |
| Matheus Lima                                                                         | 400 m com barreiras | 48.90    | 2 (17) Q    | Bye         | Bye         | 49.08       | 4 (16)      | Não avançou | Não avançou       |
| Erik Cardoso Felipe Bardi Paulo André Camilo Renan Gallina Gabriel Garcia            | Revezamento 4×100 m | 38.73    | 6 (14)      | —           | —           | —           | —           | Não avançou | Não avançou       |
| Matheus Lima Lucas Carvalho Alison dos Santos Lucas Vilar Douglas Mendes Jadson Lima | Revezamento 4×400 m | 3:00.95  | 5 (11)      | —           | —           | —           | —           | Não avançou | Não avançou       |
| Caio Bonfim                                                                          | 20 km marcha        | —        | —           | —           | —           | —           | —           | 1:19:09     | Medalha de prata  |
| Matheus Corrêa                                                                       | 1:24:25             | —        | —           | —           | —           | —           | —           | 39          |                   |
| Max dos Santos                                                                       | 1:22:16             | —        | —           | —           | —           | —           | —           | 28          |                   |

Feminino
| Atleta                  | Evento                | Baterias | Baterias | Repescagem | Repescagem | Semifinal   | Semifinal   | Final       | Final       |
| Atleta                  | Evento                | Tempo    | Posição  | Tempo      | Posição    | Tempo       | Posição     | Tempo       | Posição     |
| ----------------------- | --------------------- | -------- | -------- | ---------- | ---------- | ----------- | ----------- | ----------- | ----------- |
| Vitória Rosa            | 100 m                 | 12.02    | 8 (68)   | —          | —          | Não avançou | Não avançou | Não avançou | Não avançou |
| Ana Azevedo             | 100 m                 | 11.32    | 4 (35)   | —          | —          | Não avançou | Não avançou | Não avançou | Não avançou |
| Ana Azevedo             | 200 m                 | 23.37    | 8 (37)   | 23.44      | 6 (17)     | Não avançou | Não avançou | Não avançou | Não avançou |
| Lorraine Martins        | 200 m                 | 23.68    | 8 (45)   | 23.82      | 6 (24)     | Não avançou | Não avançou | Não avançou | Não avançou |
| Tiffani Marinho         | 400 m                 | 52.62    | 7 (40)   | 52.32      | 6 (22)     | Não avançou | Não avançou | Não avançou | Não avançou |
| Flávia de Lima          | 800 m                 | 2:00.73  | 6 (34)   | 2:01.64    | 5 (15)     | Não avançou | Não avançou | Não avançou | Não avançou |
| Chayenne da Silva       | 400 m com barreiras   | 56.52    | 7 (33)   | 56.56      | 7 (17)     | Não avançou | Não avançou | Não avançou | Não avançou |
| Tatiane Raquel da Silva | 3000 m com obstáculos | 9:33.96  | 10 (33)  | —          | —          | —           | —           | Não avançou | Não avançou |
| Érica Sena              | 20 km marcha          | —        | —        | —          | —          | —           | —           | 1:29:32     | 13          |
| Gabriela de Sousa       | 20 km marcha          | —        | —        | —          | —          | —           | —           | 1:35:50     | 36          |
| Viviane Lyra            | 20 km marcha          | —        | —        | —          | —          | —           | —           | 1:30:31     | 18          |

Misto
| Atleta                   | Evento                            | Tempo   | Posição |
| ------------------------ | --------------------------------- | ------- | ------- |
| Caio Bonfim Viviane Lyra | Revezamento da maratona de marcha | 2:54:08 | 7       |

Campo
Masculino
| Atleta                   | Evento              | Qualificação | Qualificação | Final       | Final       |
| Atleta                   | Evento              | Distância    | Posição      | Distância   | Posição     |
| ------------------------ | ------------------- | ------------ | ------------ | ----------- | ----------- |
| Fernando Ferreira        | Salto em altura     | 2.20         | 7 (15)       | Não avançou | Não avançou |
| Lucas dos Santos         | Salto em distância  | NM           | NM           | Não avançou | Não avançou |
| Almir dos Santos         | Salto triplo        | 17.06        | 3 (5) Q      | 16.41       | 11          |
| Welington Morais         | Arremesso de peso   | NM           | NM           | Não avançou | Não avançou |
| Luiz Maurício da Silva   | Lançamento de dardo | 85.91        | 4 (6) Q      | 80.67       | 11          |
| Pedro Henrique Rodrigues | Lançamento de dardo | 79.46        | 10 (19)      | Não avançou | Não avançou |

Feminino
| Atleta              | Evento              | Qualificação | Qualificação | Final       | Final       |
| Atleta              | Evento              | Distância    | Posição      | Distância   | Posição     |
| ------------------- | ------------------- | ------------ | ------------ | ----------- | ----------- |
| Valdiléia Martins   | Salto em altura     | 1.92         | 6 (11) Q     | NM          | NM          |
| Juliana Campos      | Salto com vara      | 4.40         | 11 (21)      | Não avançou | Não avançou |
| Eliane Martins      | Salto em distância  | 6.36         | 12 (23)      | Não avançou | Não avançou |
| Lissandra Campos    | Salto em distância  | 6.02         | 15 (31)      | Não avançou | Não avançou |
| Gabriele dos Santos | Salto triplo        | 13.63        | 13 (26)      | Não avançou | Não avançou |
| Ana Caroline Silva  | Arremesso de peso   | 17.09        | 11 (23)      | Não avançou | Não avançou |
| Lívia Avancini      | Arremesso de peso   | 16.26        | 15 (29)      | Não avançou | Não avançou |
| Izabela da Silva    | Lançamento de disco | 61.68        | 11 (17)      | Não avançou | Não avançou |
| Andressa de Morais  | Lançamento de disco | 59.43        | 11 (26)      | Não avançou | Não avançou |
| Jucilene de Lima    | Lançamento de dardo | 57.56        | 14 (28)      | Não avançou | Não avançou |

Eventos combinados – Decatlo
| Atleta                 | Evento    | 100m  | SD   | AP    | SA   | 400m  | 110B  | AD    | SV   | LD    | 1500m   | Final | Pos. |
| ---------------------- | --------- | ----- | ---- | ----- | ---- | ----- | ----- | ----- | ---- | ----- | ------- | ----- | ---- |
| José Fernando Ferreira | Resultado | 10.66 | 7.24 | 13.97 | 1.93 | 48.78 | 14.00 | 42.86 | 4.80 | 70.58 | 4:49.73 | 8213  | 14   |
| José Fernando Ferreira | Pontos    | 938   | 871  | 727   | 740  | 872   | 975   | 723   | 849  | 898   | 620     | 8213  | 14   |

## Badminton
Ygor Coelho se classificou pelo ranking mundial. Juliana Vieira ficou em 25º no ranking mundial, conseguindo também uma vaga. 
Masculino
| Atleta      | Evento  | Fase de grupos | Fase de grupos                   | Fase de grupos                     | Fase de grupos | Eliminação           | Quartas              | Semifinal            | Final                |
| Atleta      | Evento  | Grupo          | Adversário resultado             | Adversário resultado               | Pos.           | Adversário resultado | Adversário resultado | Adversário resultado | Adversário resultado |
| ----------- | ------- | -------------- | -------------------------------- | ---------------------------------- | -------------- | -------------------- | -------------------- | -------------------- | -------------------- |
| Ygor Coelho | Simples | J              | JPN Naraoka D 0–2 (16–21, 19–21) | KOR Hyeok-jin D 0–2 (12–21, 19–21) | 3              | Não avançou          | Não avançou          | Não avançou          | Não avançou          |

Feminino
| Atleta         | Evento  | Fase de grupos | Fase de grupos                     | Fase de grupos              | Fase de grupos | Eliminação           | Quartas              | Semifinal            | Final                |
| Atleta         | Evento  | Grupo          | Adversário resultado               | Adversário resultado        | Pos.           | Adversário resultado | Adversário resultado | Adversário resultado | Adversário resultado |
| -------------- | ------- | -------------- | ---------------------------------- | --------------------------- | -------------- | -------------------- | -------------------- | -------------------- | -------------------- |
| Juliana Vieira | Simples | D              | THA Katethong D 0–2 (16–21, 19–21) | HKG Lo V 2–0 (21–19, 21–14) | 2              | Não avançou          | Não avançou          | Não avançou          | Não avançou          |

## Basquetebol
A Seleção Brasileira de Basquetebol Masculino se classificou após vencer o Pré-Olímpico de Basquetebol.

### 5x5
| Time                         | Evento    | Fase de grupos | Fase de grupos    | Fase de grupos     | Fase de grupos    | Fase de grupos | Quartas de final          | Semifinal         | Final / MB        | Final / MB  |
| Time                         | Evento    | Grupo          | Adversário Placar | Adversário Placar  | Adversário Placar | Posição        | Adversário Placar         | Adversário Placar | Adversário Placar | Posição     |
| ---------------------------- | --------- | -------------- | ----------------- | ------------------ | ----------------- | -------------- | ------------------------- | ----------------- | ----------------- | ----------- |
| Seleção Brasileira Masculina | Masculino | B              | França · D 66–78  | Alemanha · D 73–86 | Japão · V 102–84  | 3 Q            | Estados Unidos · D 87–122 | Não avançou       | Não avançou       | Não avançou |

#### Masculino
Fase de Grupos
| Pos. | Equipe   | J | V | D | PF  | PC  | Dif | Pts |
| ---- | -------- | - | - | - | --- | --- | --- | --- |
| 1    | Alemanha | 3 | 3 | 0 | 268 | 221 | +47 | 6   |
| 2    | França   | 3 | 2 | 1 | 243 | 241 | +2  | 5   |
| 3    | Brasil   | 3 | 1 | 2 | 241 | 248 | –7  | 4   |
| 4    | Japão    | 3 | 0 | 3 | 251 | 293 | –42 | 3   |

Regras para classificação: 1) Pontos; 2) Confronto direto; 3) Diferença de pontos; 4) Pontos marcados.
| 27 de julho de 2024 17:15 | Relatório | França                                                      | 78–66 | Brasil                                                     |  | Stade Pierre-Mauroy, Lille Público: 26 766 Árbitros: CAN Matthew Kallio ESP Luis Castillo ECU Carlos Peralta |  |
| 27 de julho de 2024 17:15 | Relatório | Placar por quarto: 15–23, 24–13, 18–9, 21–21                |       |                                                            |  | Stade Pierre-Mauroy, Lille Público: 26 766 Árbitros: CAN Matthew Kallio ESP Luis Castillo ECU Carlos Peralta |  |
| 27 de julho de 2024 17:15 | Relatório | Pts: Batum, Wembanyama 19 Rbts: Wembanyama 9 Asts: Albicy 4 |       | Pts: Felício, Meindl 14 Rbts: Felício 6 Asts: Dos Santos 6 |  | Stade Pierre-Mauroy, Lille Público: 26 766 Árbitros: CAN Matthew Kallio ESP Luis Castillo ECU Carlos Peralta |  |

| 30 de julho de 2024 21:00 | Relatório | Brasil                                               | 73–86 | Alemanha                                            |  | Stade Pierre-Mauroy, Lille Público: 23 884 Árbitros: ESP Antonio Conde MEX Omar Bermúdez LAT Gatis Saliņš |  |
| 30 de julho de 2024 21:00 | Relatório | Placar por quarto: 10–22, 30–18, 11–20, 22–26        |       |                                                     |  | Stade Pierre-Mauroy, Lille Público: 23 884 Árbitros: ESP Antonio Conde MEX Omar Bermúdez LAT Gatis Saliņš |  |
| 30 de julho de 2024 21:00 | Relatório | Pts: Dos Santos 18 Rbts: Meindl 6 Asts: Dos Santos 8 |       | Pts: Schröder 20 Rbts: Voigtmann 8 Asts: Schröder 6 |  | Stade Pierre-Mauroy, Lille Público: 23 884 Árbitros: ESP Antonio Conde MEX Omar Bermúdez LAT Gatis Saliņš |  |

| 2 de agosto de 2024 11:00 | Relatório | Japão                                                  | 84–102 | Brasil                                           |  | Stade Pierre-Mauroy, Lille Público: 26 850 Árbitros: CAN Matthew Kallio SLO Boris Krejić POL Wojciech Liszka |  |
| 2 de agosto de 2024 11:00 | Relatório | Placar por quarto: 20–31, 24–24, 29–22, 11–25          |        |                                                  |  | Stade Pierre-Mauroy, Lille Público: 26 850 Árbitros: CAN Matthew Kallio SLO Boris Krejić POL Wojciech Liszka |  |
| 2 de agosto de 2024 11:00 | Relatório | Pts: Hawkinson 26 Rbts: Hawkinson 10 Asts: Kawamura 10 |        | Pts: Caboclo 33 Rbts: Caboclo 17 Asts: Huertas 8 |  | Stade Pierre-Mauroy, Lille Público: 26 850 Árbitros: CAN Matthew Kallio SLO Boris Krejić POL Wojciech Liszka |  |

Quartas de Final
| 6 de agosto de 2024 21:30 | Relatório | Brasil                                           | 87–122 | Estados Unidos                             |  | Bercy Arena, Paris Público: 12 364 Árbitros: ESP Antonio Conde SLO Boris Krejić ESP Luis Castillo |  |
| 6 de agosto de 2024 21:30 | Relatório | Placar por quarto: 21–33, 15–30, 35–31, 16–28    |        |                                            |  | Bercy Arena, Paris Público: 12 364 Árbitros: ESP Antonio Conde SLO Boris Krejić ESP Luis Castillo |  |
| 6 de agosto de 2024 21:30 | Relatório | Pts: Caboclo 30 Rbts: Georginho 8 Asts: Meindl 7 |        | Pts: Booker 18 Rbts: Davis 8 Asts: James 9 |  | Bercy Arena, Paris Público: 12 364 Árbitros: ESP Antonio Conde SLO Boris Krejić ESP Luis Castillo |  |

## Boxe
Todos os atletas que chegaram na final dos Jogos Pan Americanos de 2023, ou que se classificaram pelo Pré-Olímpico Mundial de Boxe, obtiveram vaga para as Olimpíadas.
Masculino
| Atleta                | Evento | 32-avos              | Oitavas                   | Quartas              | Semifinais           | Final                | Final       |
| Atleta                | Evento | Adversário resultado | Adversário resultado      | Adversário resultado | Adversário resultado | Adversário resultado | Pos.        |
| --------------------- | ------ | -------------------- | ------------------------- | -------------------- | -------------------- | -------------------- | ----------- |
| Michael Trindade      | −51 kg | Bye                  | CUB Claro D 0–5           | Não avançou          | Não avançou          | Não avançou          | Não avançou |
| Luiz Gabriel Oliveira | −57 kg | Bye                  | USA Harvey D 2–3          | Não avançou          | Não avançou          | Não avançou          | Não avançou |
| Wanderley Pereira     | −80 kg | Bye                  | HAI Belony-Duliepre V 5–0 | UKR Khyzhniak D 0–5  | Não avançou          | Não avançou          | Não avançou |
| Keno Machado          | −92 kg | Bye                  | GBR Brown V 4–1           | UZB Mullojonov D 0–5 | Não avançou          | Não avançou          | Não avançou |
| Abner Teixeira        | +92 kg | Bye                  | ECU Chala D 2–3           | Não avançou          | Não avançou          | Não avançou          | Não avançou |

Feminino
| Atleta           | Evento | 32-avos              | Oitavas              | Quartas              | Semifinais           | Final                | Final             |
| Atleta           | Evento | Adversário resultado | Adversário resultado | Adversário resultado | Adversário resultado | Adversário resultado | Pos.              |
| ---------------- | ------ | -------------------- | -------------------- | -------------------- | -------------------- | -------------------- | ----------------- |
| Caroline Almeida | −50 kg | Bye                  | KAZ Kyzaibay D 0–5   | Não avançou          | Não avançou          | Não avançou          | Não avançou       |
| Tatiana Chagas   | −54 kg | Bye                  | KOR Im D 1–4         | Não avançou          | Não avançou          | Não avançou          | Não avançou       |
| Jucielen Romeu   | −57 kg | Bye                  | USA Mendoza V 4–1    | TUR Kahraman D 1–4   | Não avançou          | Não avançou          | Não avançou       |
| Beatriz Ferreira | −60 kg | Bye                  | USA Gonzalez V 5–0   | NED Heijnen V 5–0    | IRL Harrington D 1–4 | Não avançou          | Medalha de bronze |
| Bárbara Santos   | −66 kg | Bye                  | TPE Chen D 0–5       | Não avançou          | Não avançou          | Não avançou          | Não avançou       |

## Canoagem

### Slalom
O Brasil inscreveu dois barcos na competição de slalom para os Jogos por meio do Campeonato Mundial de Canoagem Slalom da ICF de 2023, em Londres, Grã-Bretanha.
| Atleta         | Evento        | Fase Preliminar | Fase Preliminar | Fase Preliminar | Fase Preliminar | Fase Preliminar | Fase Preliminar | Semifinal   | Semifinal   | Final       | Final       |
| Atleta         | Evento        | Descida 1       | Posição         | Descida 2       | Posição         | Melhor          | Posição         | Tempo       | Posição     | Tempo       | Posição     |
| -------------- | ------------- | --------------- | --------------- | --------------- | --------------- | --------------- | --------------- | ----------- | ----------- | ----------- | ----------- |
| Pepe Gonçalves | C-1 masculino | 111.07          | 18              | 154.48          | 19              | 111.07          | 18              | Não avançou | Não avançou | Não avançou | Não avançou |
| Pepe Gonçalves | K-1 masculino | 86.64           | 5               | 90.71           | 13              | 86.64           | 8 Q             | 147.09      | 20          | Não avançou | Não avançou |
| Ana Sátila     | C-1 feminino  | 109.95          | 13              | 105.16          | 3               | 105.16          | 7 Q             | 109.88      | 5 Q         | 112.70      | 5           |
| Ana Sátila     | K-1 feminino  | 98.83           | 12              | 96.88           | 12              | 96.88           | 14 Q            | 102.23      | 5 Q         | 100.69      | 4           |

#### Caiaque cross
| Atleta         | Evento    | Contra-relógio | Contra-relógio | Round 1 | Repescagem | Eliminatória | Quartas     | Semifinal   | Final / FM  |
| Atleta         | Evento    | Tempo          | Posição        | Round 1 | Repescagem | Eliminatória | Quartas     | Semifinal   | Final / FM  |
| -------------- | --------- | -------------- | -------------- | ------- | ---------- | ------------ | ----------- | ----------- | ----------- |
| Pepe Gonçalves | Masculino | 66.41          | 2              | 2 Q     | Bye        | 4            | Não avançou | Não avançou | Não avançou |
| Ana Sátila     | Feminino  | 72.64          | 5              | 3       | 1 Q        | 2 Q          | 2 Q         | 3           | 4           |

### Velocidade
Os canoístas brasileiros qualificaram um barco nas seguintes distâncias para os Jogos por meio do Campeonato Mundial de Canoagem Velocidade da ICF 2023, em Duisburgo, Alemanha. A Confederação Brasileira de Canoagem convocou outros cinco atletas posteriormente.
| Atleta                         | Evento     | Preliminar | Preliminar | Quartas de final | Quartas de final | Semifinais  | Semifinais  | Final       | Final            |
| Atleta                         | Evento     | Tempo      | Posição    | Tempo            | Posição          | Tempo       | Posição     | Tempo       | Posição          |
| ------------------------------ | ---------- | ---------- | ---------- | ---------------- | ---------------- | ----------- | ----------- | ----------- | ---------------- |
| Isaquias Queiroz               | C-1 1000 m | 3:53.94    | 2 Q        | Bye              | Bye              | 3:44.80     | 2 Q         | 3:44.33     | Medalha de prata |
| Mateus Nunes                   | C-1 1000 m | 3:52.60    | 3          | 4:08.50          | 5                | Não avançou | Não avançou | Não avançou | Não avançou      |
| Isaquias Queiroz Jacky Godmann | C-2 500 m  | 1:39.38    | 3          | 1:38.78          | 1 Q              | 1:39.95     | 3 FA        | 1:42.58     | 8                |
| Vagner Souta                   | K-1 1000 m | 3:46.17    | 4          | 3:50.72          | 6                | Não avançou | Não avançou | Não avançou | Não avançou      |
| Valdenice Conceição            | C-1 200 m  | 48.57      | 2 Q        | Bye              | Bye              | 46.46       | 5 FB        | 46.82       | 5                |
| Ana Paula Vergutz              | K-1 500 m  | 1:54.98    | 5          | 1:56.09          | 5 Q              | 1:54.19     | 8           | Não avançou | Não avançou      |

Legenda da qualificação: FA = Qualificação para final (medalha); FB = Qualificação para a final B (sem medalha)

## Ciclismo

### Estrada
O Brasil inscreveu um ciclista masculino e uma ciclista feminina para competir nos eventos de corrida de estrada nos Jogos Olímpicos, depois de garantir essas vagas através do Ranking Nacional da UCI e do Campeonato Pan-Americano de 2023 na Cidade do Panamá, no Panamá.
| Atleta                | Evento                       | Tempo   | Posição |
| --------------------- | ---------------------------- | ------- | ------- |
| Vinícius Rangel       | Corrida em estrada masculina | 6:39:31 | 71      |
| Ana Vitória Magalhães | Corrida em estrada feminina  | 4:10:47 | 74      |

### Mountain Bike
O Brasil garantiu vagas nas cotas masculina e feminina no Ranking Olímpico de Ciclismo da UCI.
| Atleta               | Evento    | Final   | Final   |
| Atleta               | Evento    | Tempo   | Posição |
| -------------------- | --------- | ------- | ------- |
| Ulan Bastos Galisnki | Masculino | 1:30:55 | 21      |
| Raiza Goulão         | Feminino  | –2 LAP  | 28      |

### BMX

#### Corrida
Ciclistas brasileiros garantiram uma vaga única na corrida feminina de BMX para Paris 2024, liderando o campo das nações que disputam a qualificação no Campeonato Pan-Americano de 2023 em Riobamba, Ecuador.
| Atleta     | Evento           | Quartas de Final | Quartas de Final | Repescagem | Repescagem | Semifinal   | Semifinal   | Final       | Final       |
| Atleta     | Evento           | Pontos           | Pos.             | Resultado  | Pos.       | Resultado   | Pos.        | Resultado   | Pos.        |
| ---------- | ---------------- | ---------------- | ---------------- | ---------- | ---------- | ----------- | ----------- | ----------- | ----------- |
| Paola Reis | Corrida feminino | 16 (6, 4, 6)     | 15 q             | 2:14.343   | 7          | Não avançou | Não avançou | Não avançou | Não avançou |

#### Freestyle
Os ciclistas de BMX Freestyle brasileiros garantiram uma vaga única no BMX livre masculino para Paris 2024.
| Atleta           | Evento              | Qualificação | Qualificação | Final     | Final |
| Atleta           | Evento              | Resultado    | Pos.         | Resultado | Pos.  |
| ---------------- | ------------------- | ------------ | ------------ | --------- | ----- |
| Gustavo Oliveira | Freestyle masculino | 85.79        | 8 Q          | 90.20     | 6     |

## Esgrima
Natalie Moellhaussen obteve sua vaga pelo ranking mundial da espada. Guilherme Toldo, via ranking do Grand Prix de Washington. Mariana Pistoia conseguiu a vaga pelo Pré-Olímpico das Américas. 
Masculino
| Atleta          | Evento             | Fase de 64           | Fase de 32           | Oitavas de final     | Quartas de final     | Semifinais           | Final                | Final       |
| Atleta          | Evento             | Adversário resultado | Adversário resultado | Adversário resultado | Adversário resultado | Adversário resultado | Adversário resultado | Pos.        |
| --------------- | ------------------ | -------------------- | -------------------- | -------------------- | -------------------- | -------------------- | -------------------- | ----------- |
| Guilherme Toldo | Florete individual | Bye                  | CHN Mo D 7–15        | Não avançou          | Não avançou          | Não avançou          | Não avançou          | Não avançou |

Feminino
| Atleta               | Evento             | Fase de 64           | Fase de 32           | Oitavas de final     | Quartas de final     | Semifinais           | Final                | Final       |
| Atleta               | Evento             | Adversário resultado | Adversário resultado | Adversário resultado | Adversário resultado | Adversário resultado | Adversário resultado | Pos.        |
| -------------------- | ------------------ | -------------------- | -------------------- | -------------------- | -------------------- | -------------------- | -------------------- | ----------- |
| Nathalie Moellhausen | Espada individual  | Bye                  | CAN Xiao D 11–15     | Não avançou          | Não avançou          | Não avançou          | Não avançou          | Não avançou |
| Mariana Pistoia      | Florete individual | PHI Catantan D 13–15 | Não avançou          | Não avançou          | Não avançou          | Não avançou          | Não avançou          | Não avançou |

## Futebol

### Sumário
| Equipe                      | Evento   | Fase de grupo | Fase de grupo | Fase de grupo | Fase de grupo | Fase de grupo | Quartas      | Semifinal     | Final / MB           | Final / MB       |
| Equipe                      | Evento   | Gr.           | Resultado     | Resultado     | Resultado     | Pos.          | Resultado    | Resultado     | Resultado            | Pos.             |
| --------------------------- | -------- | ------------- | ------------- | ------------- | ------------- | ------------- | ------------ | ------------- | -------------------- | ---------------- |
| Seleção Brasileira Feminina | Feminino | C             | Nigéria V 1–0 | Japão D 1–2   | Espanha D 0–2 | 3 Q           | França V 1–0 | Espanha V 4–2 | Estados Unidos D 0–1 | Medalha de prata |

### Torneio feminino
A Seleção Brasileira de Futebol Feminino se classificou para as Olimpíadas ao avançar para a final da Copa América Feminina de 2022 em Bucaramanga, na Colômbia.

#### Elenco
| Nº         | Nome           | Clube                  | Idade                             | Jogos    | Gols     |
| Goleiras   | Goleiras       | Goleiras               | Goleiras                          | Goleiras | Goleiras |
| ---------- | -------------- | ---------------------- | --------------------------------- | -------- | -------- |
| 1          | Lorena         | Grêmio                 | 6 de maio de 1997 (28 anos)       | 22       | 0        |
| 12         | Tainá          | América Mineiro        | 25 de julho de 1995 (29 anos)     | 1        | 0        |
| 22         | Luciana        | Ferroviária            | 24 de julho de 1987 (37 anos)     | 44       | 0        |
| Defensoras |                |                        |                                   |          |          |
| 2          | Antônia        | Levante                | 26 de abril de 1994 (31 anos)     | 40       | 1        |
| 3          | Tarciane       | Houston Dash           | 27 de maio de 2003 (22 anos)      | 7        | 1        |
| 4          | Rafaelle Souza | Orlando Pride          | 18 de junho de 1991 (34 anos)     | 94       | 9        |
| 6          | Tamires        | Corinthians            | 10 de outubro de 1987 (37 anos)   | 148      | 7        |
| 13         | Yasmim         | Corinthians            | 28 de outubro de 1996 (28 anos)   | 13       | 3        |
| 15         | Thaís          | UD Tenerife            | 1 de maio de 1996 (29 anos)       | 10       | 0        |
| 21         | Lauren         | Kansas City Current    | 13 de setembro de 2002 (22 anos)  | 21       | 0        |
| Meias      |                |                        |                                   |          |          |
| 5          | Duda Sampaio   | Corinthians            | 18 de maio de 2001 (24 anos)      | 19       | 2        |
| 8          | Vitória Yaya   | Corinthians            | 23 de janeiro de 2000 (25 anos)   | 7        | 1        |
| 17         | Ana Vitória    | Atlético de Madrid     | 6 de março de 2000 (25 anos)      | 17       | 2        |
| 20         | Angelina       | Orlando Pride          | 26 de janeiro de 2000 (25 anos)   | 27       | 1        |
| Atacantes  |                |                        |                                   |          |          |
| 7          | Kerolin        | North Carolina Courage | 17 de novembro de 1999 (25 anos)  | 37       | 5        |
| 9          | Adriana        | Orlando Pride          | 17 de novembro de 1996 (28 anos)  | 56       | 13       |
| 10         | Marta          | Orlando Pride          | 19 de fevereiro de 1986 (39 anos) | 186      | 119      |
| 11         | Jheniffer      | Corinthians            | 6 de novembro de 2001 (23 anos)   | 1        | 0        |
| 14         | Ludmila        | Atlético de Madrid     | 1 de dezembro de 1994 (30 anos)   | 47       | 6        |
| 16         | Gabi Nunes     | Levante                | 10 de março de 1997 (28 anos)     | 32       | 7        |
| 18         | Gabi Portilho  | Corinthians            | 18 de julho de 1995 (30 anos)     | 20       | 1        |
| 19         | Priscila       | Internacional          | 22 de agosto de 2004 (20 anos)    | 5        | 1        |
| Treinador  |                |                        |                                   |          |          |
|            | Arthur Elias   |                        | 5 de agosto de 1981 (43 anos)     |          |          |

#### Fase de Grupos
Classificação
| Pos | Equipe  | Pts | J | V | E | D | GP | GC | SG | Classificado     |
| --- | ------- | --- | - | - | - | - | -- | -- | -- | ---------------- |
| 1   | Espanha | 9   | 3 | 3 | 0 | 0 | 5  | 1  | +4 | Quartas de final |
| 2   | Japão   | 6   | 3 | 2 | 0 | 1 | 6  | 4  | +2 | Quartas de final |
| 3   | Brasil  | 3   | 3 | 1 | 0 | 2 | 2  | 4  | −2 | Quartas de final |
| 4   | Nigéria | 0   | 3 | 0 | 0 | 3 | 1  | 5  | −4 |                  |

Partidas
| 25 de julho   | Nigéria | 0 – 1     | Brasil         | Stade de Bordeaux, Bordeaux              |
| 19:00 (UTC+2) |         | Relatório | Gabi Nunes 37' | Público: 6 244 Árbitro: KOR Kim Yu-jeong |

| 28 de julho   | Brasil        | 1 – 2     | Japão                                 | Parc des Princes, Paris                    |
| 17:00 (UTC+2) | Jheniffer 56' | Relatório | Kumagai 90+2' (pen.) · Tanikawa 90+6' | Público: 40 918 Árbitro: GBR Rebecca Welch |

| 31 de julho   | Brasil | 0 – 2     | Espanha                            | Stade de Bordeaux, Bordeaux              |
| 17:00 (UTC+2) |        | Relatório | Del Castillo 68' · Putellas 90+17' | Público: 14 497 Árbitro: NOR Espen Eskås |

#### Quartas de final
| 3 de agosto | França | 0 – 1     | Brasil            | Stade de la Beaujoire, Nantes           |
| 21:00       |        | Relatório | Gabi Portilho 82' | Público: 32 280 Árbitro: USA Tori Penso |

#### Semifinais
| 6 de agosto | Brasil                                                                | 4 – 2     | Espanha                             | Stade de Marseille, Marselha               |
| 21:00       | Paredes 6' (g.c.) · Gabi Portilho 45+4' · Adriana 72' · Kerolin 90+1' | Relatório | Duda 85' (g.c.) · Paralluelo 90+12' | Público: 14 201 Árbitro: GBR Rebecca Welch |

#### Final
| 10 de agosto | Brasil | 0 – 1                      | Estados Unidos | Parc des Princes, Paris                    |
| 17:00        |        | Relatório (FIFA) Soccerway | Swanson 57'    | Público: 43 813 Árbitro: SWE Tess Olofsson |

## Ginástica

### Artística
A seleção masculina do Brasil conquistou o direito de enviar um ginasta individual aos Jogos ao terminar como uma das três nações não classificadas mais fortes no Campeonato Mundial de Ginástica Artística de 2023. Diogo Soares também reservou oficialmente o seu bilhete olímpico no mesmo campeonato como um dos oito ginastas do individual geral com melhor classificação que não teve acesso a Paris como parte de uma equipe qualificada. Enquanto isso, cinco ginastas se classificaram para Paris por estarem entre as nove melhores equipes femininas no geral, ainda não classificadas, no Campeonato Mundial de Ginástica Artística de 2023, em Antuérpia, Bélgica. A escalação completa foi anunciada em 23 de junho de 2024.
Masculino
| Atleta         | Evento           | Qualificatória | Qualificatória | Qualificatória | Qualificatória | Qualificatória | Qualificatória | Qualificatória | Qualificatória | Final    | Final    | Final    | Final    | Final    | Final       | Final       | Final       |
| Atleta         | Evento           | Aparelho       | Aparelho       | Aparelho       | Aparelho       | Aparelho       | Aparelho       | Total          | Posição        | Aparelho | Aparelho | Aparelho | Aparelho | Aparelho | Aparelho    | Total       | Posição     |
| Atleta         | Evento           | FX             | PH             | SR             | VT             | PB             | HB             | Total          | Posição        | FX       | PH       | SR       | VT       | PB       | HB          | Total       | Posição     |
| -------------- | ---------------- | -------------- | -------------- | -------------- | -------------- | -------------- | -------------- | -------------- | -------------- | -------- | -------- | -------- | -------- | -------- | ----------- | ----------- | ----------- |
| Arthur Mariano | Barra fixa       | N/A            | N/A            | N/A            | N/A            | N/A            | 12.900         | 12.900         | 44             | N/A      | N/A      | N/A      | N/A      | N/A      | Não avançou | Não avançou | Não avançou |
| Diogo Soares   | Individual geral | 13.100         | 13.600         | 13.033         | 14.200         | 13.933         | 14.133         | 81.999         | 19 Q           | 13.133   | 11.566   | 12.033   | 14.500   | 13.733   | 13.733      | 78.698      | 23          |

Feminino
| Atleta           | Evento           | Qualificatória                | Qualificatória                | Qualificatória                | Qualificatória                | Qualificatória                | Qualificatória                | Final        | Final    | Final    | Final    | Final   | Final             |
| Atleta           | Evento           | Aparelho                      | Aparelho                      | Aparelho                      | Aparelho                      | Total                         | Posição                       | Aparelho     | Aparelho | Aparelho | Aparelho | Total   | Posição           |
| Atleta           | Evento           | VT                            | UB                            | BB                            | FX                            | Total                         | Posição                       | VT           | UB       | BB       | FX       | Total   | Posição           |
| ---------------- | ---------------- | ----------------------------- | ----------------------------- | ----------------------------- | ----------------------------- | ----------------------------- | ----------------------------- | ------------ | -------- | -------- | -------- | ------- | ----------------- |
| Rebeca Andrade   | Equipes          | 14.900 Q                      | 14.400                        | 14.500 Q                      | 13.900 Q                      | 57.700                        | 2 Q                           | 15.100       | 14.433   | 14.133   | 14.200   | —       | —                 |
| Jade Barbosa     | Equipes          | 13.733                        | 12.733                        | 13.100                        | 13.500                        | 53.066                        | 20                            | 13.366       | N/A      | N/A      | N/A      | —       | —                 |
| Lorrane Oliveira | Equipes          | 12.900                        | 13.233                        | N/A                           | N/A                           | N/A                           | N/A                           | N/A          | 13.000   | N/A      | N/A      | —       | —                 |
| Flávia Saraiva   | Equipes          | 14.100                        | 13.800                        | 13.133                        | 13.166                        | 54.199                        | 11 Q                          | 13.900       | 13.666   | 13.433   | 13.533   | —       | —                 |
| Júlia Soares     | Equipes          | N/A                           | N/A                           | 13.800 Q                      | 13.500                        | N/A                           | N/A                           | N/A          | N/A      | 12.400   | 13.233   | —       | —                 |
| Total            | Equipes          | 42.733                        | 41.433                        | 41.433                        | 40.900                        | 166.499                       | 4 Q                           | 42.366       | 41.199   | 39.966   | 40.966   | 164.497 | Medalha de bronze |
|                  |                  |                               |                               |                               |                               |                               |                               |              |          |          |          |         |                   |
| Rebeca Andrade   | Individual geral | Veja os resultados de equipes | Veja os resultados de equipes | Veja os resultados de equipes | Veja os resultados de equipes | Veja os resultados de equipes | Veja os resultados de equipes | 15.100       | 14.666   | 14.133   | 14.033   | 57.932  | Medalha de prata  |
| Flávia Saraiva   | Individual geral | Veja os resultados de equipes | Veja os resultados de equipes | Veja os resultados de equipes | Veja os resultados de equipes | Veja os resultados de equipes | Veja os resultados de equipes | 13.633       | 13.900   | 14.266   | 12.233   | 54.032  | 9                 |
| Rebeca Andrade   | Salto            | 14.90014.466                  | N/A                           | N/A                           | N/A                           | 14.683                        | 2 Q                           | 15.10014.833 | N/A      | N/A      | N/A      | 14.966  | Medalha de prata  |
| Rebeca Andrade   | Solo             | Veja os resultados de equipes | Veja os resultados de equipes | Veja os resultados de equipes | Veja os resultados de equipes | 13.900                        | 2 Q                           | N/A          | N/A      | N/A      | 14.166   | 14.166  | Medalha de ouro   |
| Rebeca Andrade   | Trave            | Veja os resultados de equipes | Veja os resultados de equipes | Veja os resultados de equipes | Veja os resultados de equipes | 14.500                        | 3 Q                           | N/A          | N/A      | 13.933   | N/A      | 13.933  | 4                 |
| Júlia Soares     | Trave            | Veja os resultados de equipes | Veja os resultados de equipes | Veja os resultados de equipes | Veja os resultados de equipes | 13.800                        | 8 Q                           | N/A          | N/A      | 12.333   | N/A      | 12.333  | 7                 |

### Rítmica
O Brasil classificou um elenco completo de ginastas rítmicas nos jogos em virtude dos resultados do país no Campeonato Mundial de 2023 em Valência, na Espanha. A escalação completa foi anunciada em 5 de julho de 2024.
| Atleta           | Evento     | Qualificatória | Qualificatória | Qualificatória | Qualificatória | Qualificatória | Qualificatória | Final       | Final      | Final       | Final       | Final   | Final   |
| Atleta           | Evento     | Arco           | Bola           | Maças          | Fita           | Total          | Posição        | Arco        | Bola       | Maças       | Fita        | Total   | Posição |
| ---------------- | ---------- | -------------- | -------------- | -------------- | -------------- | -------------- | -------------- | ----------- | ---------- | ----------- | ----------- | ------- | ------- |
| Bárbara Domingos | Individual | 34.750 (3)     | 33.100 (6)     | 30.200 (17)    | 31.700 (9)     | 129.750        | 8 Q            | 29.600 (10) | 33.200 (4) | 31.200 (10) | 29.100 (10) | 123.100 | 10      |

| Atletas                                                                  | Evento | Qualificatória | Qualificatória | Qualificatória | Qualificatória | Final       | Final       | Final       | Final       |
| Atletas                                                                  | Evento | 5 apar.        | 3+2 apar.      | Total          | Posição        | 5 apar.     | 3+2 apar.   | Total       | Posição     |
| ------------------------------------------------------------------------ | ------ | -------------- | -------------- | -------------- | -------------- | ----------- | ----------- | ----------- | ----------- |
| Duda Arakaki Victória Borges Déborah Medrado Sofia Pereira Nicole Pircio | Grupos | 35.950 (4)     | 24.950 (13)    | 60.900         | 9              | Não avançou | Não avançou | Não avançou | Não avançou |

### Trampolim
O Brasil qualificou uma ginasta para a competição de trampolim feminino em Paris 2024 ao terminar entre as oito primeiras no Campeonato Mundial de Ginástica de Trampolim de 2023 em Birmingham, Grã-Bretanha. E inscreveu um ginasta masculino na competição de trampolim por meio do ranking da série de Copas do Mundo. A escalação completa foi anunciada em 30 de junho de 2024.
Masculino
| Atleta      | Evento    | Qualificatória | Qualificatória | Final       | Final       |
| Atleta      | Evento    | Pontuação      | Posição        | Pontuação   | Posição     |
| ----------- | --------- | -------------- | -------------- | ----------- | ----------- |
| Rayan Dutra | Masculino | 56.370         | 12             | Não avançou | Não avançou |

Feminino
| Atleta        | Evento   | Qualificatória | Qualificatória | Final       | Final       |
| Atleta        | Evento   | Pontuação      | Posição        | Pontuação   | Posição     |
| ------------- | -------- | -------------- | -------------- | ----------- | ----------- |
| Camilla Gomes | Feminino | 50.580         | 15             | Não avançou | Não avançou |

## Halterofilismo
Laura Amaro garantiu vaga ao terminar no top 10 do ranking olímpico. Amanda Schott terminou em 11.º no ranking olímpico, e como a China não convocou atletas para este peso, herdou a vaga.
Feminino
| Atleta        | Evento | Arranque  | Arranque | Arremesso | Arremesso | Total | Posição |
| Atleta        | Evento | Resultado | Posição  | Resultado | Posição   | Total | Posição |
| ------------- | ------ | --------- | -------- | --------- | --------- | ----- | ------- |
| Amanda Schott | –71 kg | 106       | 7        | 123       | 9         | 229   | 8       |
| Laura Amaro   | –81 kg | 105       | 7        | 135       | 7         | 240   | 7       |

## Handebol
A Seleção Brasileira Feminina de Handebol se classificou para Paris 2024 ao vencer os Jogos Pan-Americanos de 2023.
| Time                        | Evento   | Fase de grupos | Fase de grupos    | Fase de grupos    | Fase de grupos    | Fase de grupos          | Fase de grupos    | Fase de grupos | Quartas           | Semifinal         | Final / MB        | Final / MB  |
| Time                        | Evento   | Gr.            | Adversário Placar | Adversário Placar | Adversário Placar | Adversário Placar       | Adversário Placar | Pos.           | Adversário Placar | Adversário Placar | Adversário Placar | Pos.        |
| --------------------------- | -------- | -------------- | ----------------- | ----------------- | ----------------- | ----------------------- | ----------------- | -------------- | ----------------- | ----------------- | ----------------- | ----------- |
| Seleção Brasileira Feminina | Feminino | B              | Espanha · V 29–18 | Hungria · D 24–25 | França · D 20–26  | Países Baixos · D 24–31 | Angola · V 30–19  | 4 Q            | Noruega · D 15–32 | Não avançou       | Não avançou       | Não avançou |

## Hipismo
A Confederação Brasileira de Hipismo convocou nove cavaleiros para as Olimpíadas de 2024.

### Adestramento
| Atleta            | Cavalo       | Evento                  | Grand Prix | Grand Prix | Grand Prix Special | Grand Prix Special | Grand Prix Freestyle | Grand Prix Freestyle | Total       | Total       |
| Atleta            | Cavalo       | Evento                  | Pontos     | Pos.       | Pontos             | Pos.               | Técnico              | Artístico            | Pontos      | Pos.        |
| ----------------- | ------------ | ----------------------- | ---------- | ---------- | ------------------ | ------------------ | -------------------- | -------------------- | ----------- | ----------- |
| João Victor Oliva | Feel Good VO | Adestramento individual | 70.093     | 33         | —                  | —                  | Não avançou          | Não avançou          | Não avançou | Não avançou |

### CCE
| Atleta                                              | Cavalo                                                    | Evento          | Adestramento | Adestramento | Cross-country | Cross-country | Cross-country | Saltos       | Saltos       | Saltos       | Saltos      | Saltos      | Saltos      | Total       | Total       |
| Atleta                                              | Cavalo                                                    | Evento          | Adestramento | Adestramento | Cross-country | Cross-country | Cross-country | Qualificação | Qualificação | Qualificação | Final       | Final       | Final       | Total       | Total       |
| Atleta                                              | Cavalo                                                    | Evento          | Pênaltis     | Pos.         | Pênaltis      | Total         | Pos.          | Pênaltis     | Total        | Pos.         | Pênaltis    | Total       | Pos.        | Pênaltis    | Pos.        |
| --------------------------------------------------- | --------------------------------------------------------- | --------------- | ------------ | ------------ | ------------- | ------------- | ------------- | ------------ | ------------ | ------------ | ----------- | ----------- | ----------- | ----------- | ----------- |
| Márcio Jorge                                        | Castle Howard Casanova                                    | CCE individual  | 33.30        | 33           | 42.40         | 75.70         | 52            | 4.00         | 79.70        | 44           | Não avançou | Não avançou | Não avançou | Não avançou | Não avançou |
| Rafael Losano                                       | Withington                                                | CCE individual  | 32.40        | 30           | 9.20          | 41.60         | 30            | 5.20         | 46.80        | 27           | Não avançou | Não avançou | Não avançou | Não avançou | Não avançou |
| Carlos Parro                                        | Safira                                                    | CCE individual  | 37.70        | 51           | 22.40         | 60.10         | 42            | Retirado     | Retirado     | Retirado     | Retirado    | Retirado    | Retirado    | Retirado    | Retirado    |
| Ruy Fonseca Márcio Jorge Rafael Losano Carlos Parro | Ballypatrick SRS Castle Howard Casanova Withington Safira | CCE por equipes | 103.40       | 12           | 74.00         | 177.40        | 12            | 37.20        | 214.60       | 12           | —           | —           | —           | 214.60      | 12          |

### Saltos
| Atleta                                     | Cavalo                                                               | Evento             | Qualificação | Qualificação | Qualificação | Final       | Final       | Final       | Desempate   | Desempate   | Desempate   |
| Atleta                                     | Cavalo                                                               | Evento             | Pênaltis     | Tempo        | Pos.         | Pênaltis    | Tempo       | Pos.        | Pênaltis    | Tempo       | Pos.        |
| ------------------------------------------ | -------------------------------------------------------------------- | ------------------ | ------------ | ------------ | ------------ | ----------- | ----------- | ----------- | ----------- | ----------- | ----------- |
| Stephan Barcha                             | Chevaux Primavera Montana Império Egípcio                            | Saltos individual  | 0            | 76.03        | 13 Q         | 4           | 80.07       | 5           | Não avançou | Não avançou | Não avançou |
| Yuri Mansur                                | Miss Blue                                                            | Saltos individual  | 19           | 93.37        | 62           | Não avançou | Não avançou | Não avançou | Não avançou | Não avançou | Não avançou |
| Rodrigo Pessoa                             | Major Tom                                                            | Saltos individual  | 0            | 77.03        | 17 Q         | Retirado    | Retirado    | Retirado    | Não avançou | Não avançou | Não avançou |
| Stephan Barcha Rodrigo Pessoa Pedro Veniss | Chevaux Primavera Montana Império Egípcio Major Tom Nimrod De Muze Z | Saltos por equipes | Eliminado    | Eliminado    | Eliminado    | Não avançou | Não avançou | Não avançou | Não avançou | Não avançou | Não avançou |

## Judô
Em abril de 2024, a Confederação Brasileira de Judô (CBJ) anunciou a primeira parte da convocação, convocando antecipadamente dez atletas, que estão em boas posições no ranking mundial. Michel Augusto se classificou no Campeonato Mundial de Judô de 2024. Ketleyn Quadros conseguiu uma vaga por cota continental, e Natasha Ferreira entrou por cota continental realocada (uma das cotas não utilizadas por outro continente). 
Masculino
| Atleta             | Evento  | Preliminares         | Fase de 32             | Fase de 16           | Quartas                    | Semifinais              | Repescagem           | Bronze                    | Final                | Final            |
| Atleta             | Evento  | Adversário resultado | Adversário resultado   | Adversário resultado | Adversário resultado       | Adversário resultado    | Adversário resultado | Adversário resultado      | Adversário resultado | Pos.             |
| ------------------ | ------- | -------------------- | ---------------------- | -------------------- | -------------------------- | ----------------------- | -------------------- | ------------------------- | -------------------- | ---------------- |
| Michel Augusto     | −60 kg  | Bye                  | CRC Sancho V 01–00     | JPN Nagayama D 00–10 | Não avançou                | Não avançou             | Não avançou          | Não avançou               | Não avançou          | Não avançou      |
| Willian Lima       | −66 kg  | Bye                  | UZB Nurillaev V 01–00  | TKM Rahimov V 10–00  | MGL Baskhüü V 01–00        | KAZ Kyrgyzbayev V 10–00 | —                    | —                         | JPN Abe D 00–10      | Medalha de prata |
| Daniel Cargnin     | −73 kg  | Bye                  | KOS Gjakova D 00–10    | Não avançou          | Não avançou                | Não avançou             | Não avançou          | Não avançou               | Não avançou          | Não avançou      |
| Guilherme Schimidt | −81 kg  | Bye                  | MKD Šerifovski V 11–00 | ITA Esposito D 00–01 | Não avançou                | Não avançou             | Não avançou          | Não avançou               | Não avançou          | Não avançou      |
| Rafael Macedo      | −90 kg  | Bye                  | NED van 't End V 10–00 | ROU Cret V 10–00     | ESP Mosakhlishvili D 00–01 | Não avançou             | KOR Han V 11–00      | FRA Ngayap Hambou D 00–10 | Não avançou          | 5                |
| Leonardo Gonçalves | −100 kg | Bye                  | UAE Kostoev D 01–10    | Não avançou          | Não avançou                | Não avançou             | Não avançou          | Não avançou               | Não avançou          | Não avançou      |
| Rafael Silva       | +100 kg | Bye                  | AZE Kokauri D 00–10    | Não avançou          | Não avançou                | Não avançou             | Não avançou          | Não avançou               | Não avançou          | Não avançou      |

Feminino
| Atleta           | Evento | Fase de 32           | Fase de 16             | Quartas                  | Semifinais           | Repescagem           | Bronze                | Final                | Final             |
| Atleta           | Evento | Adversário resultado | Adversário resultado   | Adversário resultado     | Adversário resultado | Adversário resultado | Adversário resultado  | Adversário resultado | Pos.              |
| ---------------- | ------ | -------------------- | ---------------------- | ------------------------ | -------------------- | -------------------- | --------------------- | -------------------- | ----------------- |
| Natasha Ferreira | −48 kg | JPN Tsunoda D 00–11  | Não avançou            | Não avançou              | Não avançou          | Não avançou          | Não avançou           | Não avançou          | Não avançou       |
| Larissa Pimenta  | −52 kg | CPV Silva V 10–00    | GBR Giles V 01–00      | FRA Buchard D 00–01      | Não avançou          | GER Ballhaus V 10–00 | ITA Giuffrida V 10–00 | Não avançou          | Medalha de bronze |
| Rafaela Silva    | −57 kg | Bye                  | TKM Pardayeva V 10–00  | GEO Liparteliani V 10–00 | KOR Mi-mi D 00–01    | —                    | JPN Funakubo D 00–10  | Não avançou          | 5                 |
| Ketleyn Quadros  | −63 kg | ESP Cabaña V 10–00   | FRA Agbegnenou D 00–01 | Não avançou              | Não avançou          | Não avançou          | Não avançou           | Não avançou          | Não avançou       |
| Mayra Aguiar     | −78 kg | Bye                  | ITA Bellandi D 00–01   | Não avançou              | Não avançou          | Não avançou          | Não avançou           | Não avançou          | Não avançou       |
| Beatriz Souza    | +78 kg | Bye                  | NCA Marenco V 10–00    | KOR Kim V 01–00          | FRA Dicko V 10–00    | —                    | —                     | ISR Hershko V 01–00  | Medalha de ouro   |

Misto
| Atleta             | Evento   | Evento | Fase de 16 | Quartas | Semifinais           | Repescagem | Bronze | Final                | Final             |
| Atleta             | Evento   | Evento | Adversário resultado | Adversário resultado | Adversário resultado | Adversário resultado | Adversário resultado | Adversário resultado | Pos.              |
| ------------------ | -------- | ------ | --- | --- | -------------------- | --- | --- | -------------------- | ----------------- |
| Larissa Pimenta    | F −57 kg | Equipe | KAZ Cazaquistão V 4–2Silva vs Abuzhakynova V 11–00Cargnin vs Shamshayev D 01–10Quadros vs Kuyulova V 10–00Macedo vs Zhubanazar D 01–10Souza vs Berlikash V 01–00Gonçalves vs Sharkhan V 11–00 | GER Alemanha D 3–4Cargnin vs Wandtke D 00–10Quadros vs Butkereit D 00–10Macedo vs Trippel V 10–01Souza vs Lucht V 01–00Gonçalves vs Abramov D 00–10Silva vs Starke V 10–00Gonçalves vs Abramov D 00–01 | Não avançou          | SRB Sérvia V 4–1Quadros vs Perišić V 11–00Macedo vs Majdov V 10–00Souza vs Žabić D 00–10Silva vs Kukolj V 10–00Silva vs Nikolić V 10–00 | ITA Itália V 4–3Macedo vs Parlati V 10–00Souza vs Tavano V 10–00Gonçalves vs Pirelli D 00–01Silva vs Toniolo V 11–00Lima vs Lombardo D 00–10Quadros vs Russo D 01–10Silva vs Toniolo V 01–00 | Não avançou          | Medalha de bronze |
| Rafaela Silva      | F −57 kg | Equipe | KAZ Cazaquistão V 4–2Silva vs Abuzhakynova V 11–00Cargnin vs Shamshayev D 01–10Quadros vs Kuyulova V 10–00Macedo vs Zhubanazar D 01–10Souza vs Berlikash V 01–00Gonçalves vs Sharkhan V 11–00 | GER Alemanha D 3–4Cargnin vs Wandtke D 00–10Quadros vs Butkereit D 00–10Macedo vs Trippel V 10–01Souza vs Lucht V 01–00Gonçalves vs Abramov D 00–10Silva vs Starke V 10–00Gonçalves vs Abramov D 00–01 | Não avançou          | SRB Sérvia V 4–1Quadros vs Perišić V 11–00Macedo vs Majdov V 10–00Souza vs Žabić D 00–10Silva vs Kukolj V 10–00Silva vs Nikolić V 10–00 | ITA Itália V 4–3Macedo vs Parlati V 10–00Souza vs Tavano V 10–00Gonçalves vs Pirelli D 00–01Silva vs Toniolo V 11–00Lima vs Lombardo D 00–10Quadros vs Russo D 01–10Silva vs Toniolo V 01–00 | Não avançou          | Medalha de bronze |
| Ketleyn Quadros    | F −70 kg | Equipe | KAZ Cazaquistão V 4–2Silva vs Abuzhakynova V 11–00Cargnin vs Shamshayev D 01–10Quadros vs Kuyulova V 10–00Macedo vs Zhubanazar D 01–10Souza vs Berlikash V 01–00Gonçalves vs Sharkhan V 11–00 | GER Alemanha D 3–4Cargnin vs Wandtke D 00–10Quadros vs Butkereit D 00–10Macedo vs Trippel V 10–01Souza vs Lucht V 01–00Gonçalves vs Abramov D 00–10Silva vs Starke V 10–00Gonçalves vs Abramov D 00–01 | Não avançou          | SRB Sérvia V 4–1Quadros vs Perišić V 11–00Macedo vs Majdov V 10–00Souza vs Žabić D 00–10Silva vs Kukolj V 10–00Silva vs Nikolić V 10–00 | ITA Itália V 4–3Macedo vs Parlati V 10–00Souza vs Tavano V 10–00Gonçalves vs Pirelli D 00–01Silva vs Toniolo V 11–00Lima vs Lombardo D 00–10Quadros vs Russo D 01–10Silva vs Toniolo V 01–00 | Não avançou          | Medalha de bronze |
| Beatriz Souza      | F +70 kg | Equipe | KAZ Cazaquistão V 4–2Silva vs Abuzhakynova V 11–00Cargnin vs Shamshayev D 01–10Quadros vs Kuyulova V 10–00Macedo vs Zhubanazar D 01–10Souza vs Berlikash V 01–00Gonçalves vs Sharkhan V 11–00 | GER Alemanha D 3–4Cargnin vs Wandtke D 00–10Quadros vs Butkereit D 00–10Macedo vs Trippel V 10–01Souza vs Lucht V 01–00Gonçalves vs Abramov D 00–10Silva vs Starke V 10–00Gonçalves vs Abramov D 00–01 | Não avançou          | SRB Sérvia V 4–1Quadros vs Perišić V 11–00Macedo vs Majdov V 10–00Souza vs Žabić D 00–10Silva vs Kukolj V 10–00Silva vs Nikolić V 10–00 | ITA Itália V 4–3Macedo vs Parlati V 10–00Souza vs Tavano V 10–00Gonçalves vs Pirelli D 00–01Silva vs Toniolo V 11–00Lima vs Lombardo D 00–10Quadros vs Russo D 01–10Silva vs Toniolo V 01–00 | Não avançou          | Medalha de bronze |
| Daniel Cargnin     | M −73 kg | Equipe | KAZ Cazaquistão V 4–2Silva vs Abuzhakynova V 11–00Cargnin vs Shamshayev D 01–10Quadros vs Kuyulova V 10–00Macedo vs Zhubanazar D 01–10Souza vs Berlikash V 01–00Gonçalves vs Sharkhan V 11–00 | GER Alemanha D 3–4Cargnin vs Wandtke D 00–10Quadros vs Butkereit D 00–10Macedo vs Trippel V 10–01Souza vs Lucht V 01–00Gonçalves vs Abramov D 00–10Silva vs Starke V 10–00Gonçalves vs Abramov D 00–01 | Não avançou          | SRB Sérvia V 4–1Quadros vs Perišić V 11–00Macedo vs Majdov V 10–00Souza vs Žabić D 00–10Silva vs Kukolj V 10–00Silva vs Nikolić V 10–00 | ITA Itália V 4–3Macedo vs Parlati V 10–00Souza vs Tavano V 10–00Gonçalves vs Pirelli D 00–01Silva vs Toniolo V 11–00Lima vs Lombardo D 00–10Quadros vs Russo D 01–10Silva vs Toniolo V 01–00 | Não avançou          | Medalha de bronze |
| Willian Lima       | M −73 kg | Equipe | KAZ Cazaquistão V 4–2Silva vs Abuzhakynova V 11–00Cargnin vs Shamshayev D 01–10Quadros vs Kuyulova V 10–00Macedo vs Zhubanazar D 01–10Souza vs Berlikash V 01–00Gonçalves vs Sharkhan V 11–00 | GER Alemanha D 3–4Cargnin vs Wandtke D 00–10Quadros vs Butkereit D 00–10Macedo vs Trippel V 10–01Souza vs Lucht V 01–00Gonçalves vs Abramov D 00–10Silva vs Starke V 10–00Gonçalves vs Abramov D 00–01 | Não avançou          | SRB Sérvia V 4–1Quadros vs Perišić V 11–00Macedo vs Majdov V 10–00Souza vs Žabić D 00–10Silva vs Kukolj V 10–00Silva vs Nikolić V 10–00 | ITA Itália V 4–3Macedo vs Parlati V 10–00Souza vs Tavano V 10–00Gonçalves vs Pirelli D 00–01Silva vs Toniolo V 11–00Lima vs Lombardo D 00–10Quadros vs Russo D 01–10Silva vs Toniolo V 01–00 | Não avançou          | Medalha de bronze |
| Rafael Macedo      | M −90 kg | Equipe | KAZ Cazaquistão V 4–2Silva vs Abuzhakynova V 11–00Cargnin vs Shamshayev D 01–10Quadros vs Kuyulova V 10–00Macedo vs Zhubanazar D 01–10Souza vs Berlikash V 01–00Gonçalves vs Sharkhan V 11–00 | GER Alemanha D 3–4Cargnin vs Wandtke D 00–10Quadros vs Butkereit D 00–10Macedo vs Trippel V 10–01Souza vs Lucht V 01–00Gonçalves vs Abramov D 00–10Silva vs Starke V 10–00Gonçalves vs Abramov D 00–01 | Não avançou          | SRB Sérvia V 4–1Quadros vs Perišić V 11–00Macedo vs Majdov V 10–00Souza vs Žabić D 00–10Silva vs Kukolj V 10–00Silva vs Nikolić V 10–00 | ITA Itália V 4–3Macedo vs Parlati V 10–00Souza vs Tavano V 10–00Gonçalves vs Pirelli D 00–01Silva vs Toniolo V 11–00Lima vs Lombardo D 00–10Quadros vs Russo D 01–10Silva vs Toniolo V 01–00 | Não avançou          | Medalha de bronze |
| Guilherme Schimidt | M −90 kg | Equipe | KAZ Cazaquistão V 4–2Silva vs Abuzhakynova V 11–00Cargnin vs Shamshayev D 01–10Quadros vs Kuyulova V 10–00Macedo vs Zhubanazar D 01–10Souza vs Berlikash V 01–00Gonçalves vs Sharkhan V 11–00 | GER Alemanha D 3–4Cargnin vs Wandtke D 00–10Quadros vs Butkereit D 00–10Macedo vs Trippel V 10–01Souza vs Lucht V 01–00Gonçalves vs Abramov D 00–10Silva vs Starke V 10–00Gonçalves vs Abramov D 00–01 | Não avançou          | SRB Sérvia V 4–1Quadros vs Perišić V 11–00Macedo vs Majdov V 10–00Souza vs Žabić D 00–10Silva vs Kukolj V 10–00Silva vs Nikolić V 10–00 | ITA Itália V 4–3Macedo vs Parlati V 10–00Souza vs Tavano V 10–00Gonçalves vs Pirelli D 00–01Silva vs Toniolo V 11–00Lima vs Lombardo D 00–10Quadros vs Russo D 01–10Silva vs Toniolo V 01–00 | Não avançou          | Medalha de bronze |
| Leonardo Gonçalves | M +90 kg | Equipe | KAZ Cazaquistão V 4–2Silva vs Abuzhakynova V 11–00Cargnin vs Shamshayev D 01–10Quadros vs Kuyulova V 10–00Macedo vs Zhubanazar D 01–10Souza vs Berlikash V 01–00Gonçalves vs Sharkhan V 11–00 | GER Alemanha D 3–4Cargnin vs Wandtke D 00–10Quadros vs Butkereit D 00–10Macedo vs Trippel V 10–01Souza vs Lucht V 01–00Gonçalves vs Abramov D 00–10Silva vs Starke V 10–00Gonçalves vs Abramov D 00–01 | Não avançou          | SRB Sérvia V 4–1Quadros vs Perišić V 11–00Macedo vs Majdov V 10–00Souza vs Žabić D 00–10Silva vs Kukolj V 10–00Silva vs Nikolić V 10–00 | ITA Itália V 4–3Macedo vs Parlati V 10–00Souza vs Tavano V 10–00Gonçalves vs Pirelli D 00–01Silva vs Toniolo V 11–00Lima vs Lombardo D 00–10Quadros vs Russo D 01–10Silva vs Toniolo V 01–00 | Não avançou          | Medalha de bronze |
| Rafael Silva       | M +90 kg | Equipe | KAZ Cazaquistão V 4–2Silva vs Abuzhakynova V 11–00Cargnin vs Shamshayev D 01–10Quadros vs Kuyulova V 10–00Macedo vs Zhubanazar D 01–10Souza vs Berlikash V 01–00Gonçalves vs Sharkhan V 11–00 | GER Alemanha D 3–4Cargnin vs Wandtke D 00–10Quadros vs Butkereit D 00–10Macedo vs Trippel V 10–01Souza vs Lucht V 01–00Gonçalves vs Abramov D 00–10Silva vs Starke V 10–00Gonçalves vs Abramov D 00–01 | Não avançou          | SRB Sérvia V 4–1Quadros vs Perišić V 11–00Macedo vs Majdov V 10–00Souza vs Žabić D 00–10Silva vs Kukolj V 10–00Silva vs Nikolić V 10–00 | ITA Itália V 4–3Macedo vs Parlati V 10–00Souza vs Tavano V 10–00Gonçalves vs Pirelli D 00–01Silva vs Toniolo V 11–00Lima vs Lombardo D 00–10Quadros vs Russo D 01–10Silva vs Toniolo V 01–00 | Não avançou          | Medalha de bronze |

## Lutas
Penalber garantiu vaga após vencer três lutas no Pré-Olímpico Mundial.

### Luta livre
Feminino
| Atleta           | Evento | Qualificação         | Oitavas              | Quartas              | Semifinal            | Repescagem            | Bronze               | Final                | Final   |
| Atleta           | Evento | Adversário Resultado | Adversário Resultado | Adversário Resultado | Adversário Resultado | Adversário Resultado  | Adversário Resultado | Adversário Resultado | Posição |
| ---------------- | ------ | -------------------- | -------------------- | -------------------- | -------------------- | --------------------- | -------------------- | -------------------- | ------- |
| Giullia Penalber | −57 kg | —                    | GUM Aquino V 2–0     | MDA Nichita D 0–5    | Não avançou          | GER Paruszewski V 7–0 | CHN Hong D 0–10      | Não avançou          | 5       |

## Natação
Nadadores brasileiros alcançaram os padrões de entrada nos seguintes eventos para Paris 2024 (máximo de dois nadadores no tempo de qualificação olímpica (OST) e potencialmente no tempo de consideração olímpica (OCT):
Masculino
| Atleta                                                            | Evento            | Eliminatórias | Eliminatórias | Semifinal   | Semifinal   | Final       | Final       |
| Atleta                                                            | Evento            | Tempo         | Pos.          | Tempo       | Pos.        | Tempo       | Pos.        |
| ----------------------------------------------------------------- | ----------------- | ------------- | ------------- | ----------- | ----------- | ----------- | ----------- |
| Guilherme Caribé                                                  | 50 m livre        | 22.31         | 33            | Não avançou | Não avançou | Não avançou | Não avançou |
| Guilherme Caribé                                                  | 100 m livre       | 48.35         | 12 Q          | 48.03       | 10          | Não avançou | Não avançou |
| Marcelo Chierighini                                               | 100 m livre       | 49.38         | 35            | Não avançou | Não avançou | Não avançou | Não avançou |
| Guilherme Costa                                                   | 200 m livre       | DNS           | DNS           | Não avançou | Não avançou | Não avançou | Não avançou |
| Guilherme Costa                                                   | 400 m livre       | 3:44.23       | 2 Q           | —           | —           | 3:42.76     | 5           |
| Guilherme Costa                                                   | 800 m livre       | 7:54.41       | 20            | —           | —           | Não avançou | Não avançou |
| Eduardo Moraes                                                    | 400 m livre       | 3:51.74       | 28            | —           | —           | Não avançou | Não avançou |
| Kayky Mota                                                        | 100 m borboleta   | 52.11         | 22            | Não avançou | Não avançou | Não avançou | Não avançou |
| Nicolas Albiero                                                   | 200 m borboleta   | 1:56.49       | 18            | Não avançou | Não avançou | Não avançou | Não avançou |
| Guilherme Caribé Marcelo Chierighini Gabriel Santos Breno Correia | 4×100 m livre     | 3:14.22       | 10            | —           | —           | Não avançou | Não avançou |
| Guilherme Costa Fernando Scheffer Murilo Sartori Eduardo Moraes   | 4×200 m livre     | 7:10.26       | 12            | —           | —           | Não avançou | Não avançou |
| Guilherme Costa                                                   | Maratona aquática | —             | —             | —           | —           | DNF         | DNF         |

Feminino
| Atleta                                                                     | Evento            | Eliminatórias | Eliminatórias | Semifinal | Semifinal | Final       | Final       |
| Atleta                                                                     | Evento            | Tempo         | Pos.          | Tempo     | Pos.      | Tempo       | Pos.        |
| -------------------------------------------------------------------------- | ----------------- | ------------- | ------------- | --------- | --------- | ----------- | ----------- |
| Mafê Costa                                                                 | 200 m livre       | 1:56.65       | 8 Q           | 1:56.89   | 11        | Não avançou | Não avançou |
| Mafê Costa                                                                 | 400 m livre       | 4:03.47       | 7 Q           | —         | —         | 4:03.53     | 7           |
| Mafê Costa                                                                 | 800 m livre       | 8:32.20       | 10            | —         | —         | Não avançou | Não avançou |
| Gabrielle Roncatto                                                         | 400 m livre       | 4:10.46       | 16            | —         | —         | Não avançou | Não avançou |
| Beatriz Dizotti                                                            | 1500 m livre      | 16:05.40      | 7 Q           | —         | —         | 16:02.86    | 7           |
| Ana Carolina Vieira Stephanie Balduccini Giovana Reis Maria Paula Heitmann | 4×100 m livre     | 3:40.60       | 12            | —         | —         | Não avançou | Não avançou |
| Mafê Costa Gabrielle Roncatto Stephanie Balduccini Maria Paula Heitmann    | 4×200 m livre     | 7:52.81       | 5 Q           | —         | —         | 7:52.90     | 7           |
| Ana Marcela Cunha                                                          | Maratona aquática | —             | —             | —         | —         | 2:04:15.7   | 4           |
| Viviane Jungblut                                                           | Maratona aquática | —             | —             | —         | —         | 2:06:15.8   | 11          |

Misto
| Atleta                                                                    | Evento         | Eliminatórias | Eliminatórias | Semifinal | Semifinal | Final       | Final       |
| Atleta                                                                    | Evento         | Tempo         | Pos.          | Tempo     | Pos.      | Tempo       | Pos.        |
| ------------------------------------------------------------------------- | -------------- | ------------- | ------------- | --------- | --------- | ----------- | ----------- |
| Guilherme Basseto Gabrielle Roncatto Nicolas Albiero Stephanie Balduccini | 4×100 m medley | 3:57.27       | 16            | —         | —         | Não avançou | Não avançou |

## Pentatlo moderno
Isabela Abreu obteve uma das cinco vagas nominais oferecidas nos Jogos Pan-Americanos.
Feminino
| Atleta        | Evento   | Rodada de esgrima (Espada um toque) | Rodada de esgrima (Espada um toque) | Rodada de esgrima (Espada um toque) | Semifinal | Semifinal        | Semifinal        | Semifinal        | Semifinal        | Semifinal                  | Semifinal                  | Semifinal                  | Semifinal                                                                      | Semifinal                                                                      | Semifinal                                                                      | Semifinal | Semifinal | Final       | Final       | Final       | Final       | Final       | Final       | Final       | Final       | Final                            | Final                            | Final                            | Final       | Final       |             |
| Atleta        | Evento   | Rodada de esgrima (Espada um toque) | Rodada de esgrima (Espada um toque) | Rodada de esgrima (Espada um toque) | Esgrima   | Hipismo (Saltos) | Hipismo (Saltos) | Hipismo (Saltos) | Hipismo (Saltos) | Natação (200 m nado livre) | Natação (200 m nado livre) | Natação (200 m nado livre) | Evento combinado: Tiro / Corrida (Pistola a laser 10 m / 3000 m cross-country) | Evento combinado: Tiro / Corrida (Pistola a laser 10 m / 3000 m cross-country) | Evento combinado: Tiro / Corrida (Pistola a laser 10 m / 3000 m cross-country) | Total     | Total     | Esgrima     | Hipismo     | Hipismo     | Hipismo     | Hipismo     | Natação     | Natação     | Natação     | Evento combinado: Tiro / Corrida | Evento combinado: Tiro / Corrida | Evento combinado: Tiro / Corrida | Total       | Total       |             |
| Atleta        | Evento   | V – D                               | Pontos PM                           | Posição                             | PB        | Tempo            | Pen.             | Pontos PM        | Posição          | Tempo                      | Pontos PM                  | Posição                    | Tempo                                                                          | Pontos PM                                                                      | Posição                                                                        | Pontos PM | Posição   | PB          | Tempo       | Pen.        | Pontos PM   | Posição     | Tempo       | Pontos PM   | Posição     | Tempo                            | Pontos PM                        | Posição                          | Pontos PM   | Posição     |             |
| ------------- | -------- | ----------------------------------- | ----------------------------------- | ----------------------------------- | --------- | ---------------- | ---------------- | ---------------- | ---------------- | -------------------------- | -------------------------- | -------------------------- | ------------------------------------------------------------------------------ | ------------------------------------------------------------------------------ | ------------------------------------------------------------------------------ | --------- | --------- | ----------- | ----------- | ----------- | ----------- | ----------- | ----------- | ----------- | ----------- | -------------------------------- | -------------------------------- | -------------------------------- | ----------- | ----------- | ----------- |
| Isabela Abreu | Feminino | 10–25                               | 175                                 | 36                                  | 0         | 68.05            | 12               | 288              | 12               | 2:25.63                    | 259                        | 16                         | 12:22.30                                                                       | 558                                                                            | 14                                                                             | 1280      | 16        | Não avançou | Não avançou | Não avançou | Não avançou | Não avançou | Não avançou | Não avançou | Não avançou | Não avançou                      | Não avançou                      | Não avançou                      | Não avançou | Não avançou | Não avançou |

## Remo
Lucas Verthein e Beatriz Tavares se classificaram pelo Pré-Olímpico das Américas.
Masculino
| Equipe         | Evento        | Eliminatórias | Eliminatórias | Repescagem | Repescagem | Quartas de final | Quartas de final | Semifinal | Semifinal | Final   | Final   | Colocação final |
| Equipe         | Evento        | Tempo         | Posição       | Tempo      | Posição    | Tempo            | Posição          | Tempo     | Posição   | Tempo   | Posição | Colocação final |
| -------------- | ------------- | ------------- | ------------- | ---------- | ---------- | ---------------- | ---------------- | --------- | --------- | ------- | ------- | --------------- |
| Lucas Verthein | Skiff simples | 6:54.96       | 3 QF          | Bye        | Bye        | 6:55.36          | 4 SC/D           | 6:55.07   | 1 FC      | 6:47.37 | 3       | 15              |

Feminino
| Equipe          | Evento        | Eliminatórias | Eliminatórias | Repescagem | Repescagem | Quartas de final | Quartas de final | Semifinal | Semifinal | Final   | Final   | Colocação final |
| Equipe          | Evento        | Tempo         | Posição       | Tempo      | Posição    | Tempo            | Posição          | Tempo     | Posição   | Tempo   | Posição | Colocação final |
| --------------- | ------------- | ------------- | ------------- | ---------- | ---------- | ---------------- | ---------------- | --------- | --------- | ------- | ------- | --------------- |
| Beatriz Tavares | Skiff simples | 7:49.66       | 3 QF          | Bye        | Bye        | 7:47.29          | 4 SC/D           | 7:49.96   | 3 FC      | 7:31.31 | 3       | 15              |

## Rugby sevens
A Seleção Brasileira de Rugby Sevens Feminino se classificou ao vencer o Pré-Olímpico de Rugby Sevens em 2023. 
| Time                        | Evento   | Fase de grupos | Fase de grupos    | Fase de grupos          | Fase de grupos    | Fase de grupos | Quartas de final  | Semifinal / SC    | Final / MB / PC   | Final / MB / PC |
| Time                        | Evento   | Grupo          | Adversário Placar | Adversário Placar       | Adversário Placar | Posição        | Adversário Placar | Adversário Placar | Adversário Placar | Posição         |
| --------------------------- | -------- | -------------- | ----------------- | ----------------------- | ----------------- | -------------- | ----------------- | ----------------- | ----------------- | --------------- |
| Seleção Brasileira Feminina | Feminino | C              | França · D 0–26   | Estados Unidos · D 5–24 | Japão · D 12–39   | 4.º            | —                 | Fiji · V 28–22    | Japão · D 7–38    | 10.º            |

Feminino
Fase de Grupos
| Pos | Equipe         | Pts | J | V | E | D | PP  | PC | SP  | Classificado     |
| --- | -------------- | --- | - | - | - | - | --- | -- | --- | ---------------- |
| 1   | França         | 9   | 3 | 3 | 0 | 0 | 106 | 14 | +92 | Quartas de final |
| 2   | Estados Unidos | 7   | 3 | 2 | 0 | 1 | 74  | 43 | +31 | Quartas de final |
| 3   | Japão          | 5   | 3 | 1 | 0 | 2 | 46  | 97 | −51 |                  |
| 4   | Brasil         | 3   | 3 | 0 | 0 | 3 | 17  | 89 | −72 |                  |

| 28 julho 2024 17:00                                                                    |           |        |                                                 |
| França                                                                                 | 26–0      | Brasil | Stade de France, Paris Árbitro: USA Cisco Lopez |
| Tries: Grisez 3' c Pelle 5' c Okemba 11' c Jason 15' m Conv.: Drouin (3/4) 4', 5', 11' | Relatório |        | Stade de France, Paris Árbitro: USA Cisco Lopez |

| 28 julho 2024 20:00                                                                    |           |                          |                                                  |
| Estados Unidos                                                                         | 24–5      | Brasil                   | Stade de France, Paris Árbitro: AUS Tyler Miller |
| Tries: Kelter 1' m Sullivan 8' c Maher 11' m Sedrick 15' c Conv.: Kelter (2/3) 9', 15' | Relatório | Tries: Thalia Costa 6' m | Stade de France, Paris Árbitro: AUS Tyler Miller |

| 29 julho 2024 15:00 |           |                                                                  |                                                       |
| Japão | 39–12     | Brasil                                                           | Stade de France, Paris Árbitro: NZL Maggie Cogger-Orr |
| Tries: Tsutsumi (2) 1' c, 10' m Saegusa 4' c Utsumi 6' m Kajiki 6' m, 9' m Tanaka 14' m Conv.: Nishi (1/2) 1' Tsutsumi (1/1) 5' | Relatório | Tries: Thalita Costa 7' m Lima 13' c Conv.: Fioravanti (1/1) 13' | Stade de France, Paris Árbitro: NZL Maggie Cogger-Orr |

Classificação 9º–12º lugar
| 29 julho 2024 20:30                                                                            |           |                                                                                                 |                                                    |
| Fiji                                                                                           | 22–28     | Brasil                                                                                          | Stade de France, Paris Árbitro: CAN Talal Chaudhry |
| Tries: Buleki 2' m Naimasi (2) 4' m, 13' c Likuceva 11' m Jason 15' m Conv.: Naimasi (1/2) 13' | Relatório | Tries: Lima (2) 1' c, 8' c Thalia Costa 6' c Soares 15' c Conv.: Kochhann (4/4) 1', 6', 8', 15' | Stade de France, Paris Árbitro: CAN Talal Chaudhry |

Disputa pelo nono lugar
| 30 julho 2024 17:00 |           |                                               |                                                    |
| Japão | 38–7      | Brasil                                        | Stade de France, Paris Árbitro: FIJ Lavenia Rawaca |
| Tries: Kajiki 1' c Utsumi 3' c Ohtani 6' m Hirano 10' c Matsuda 13' c Tanaka 14' m Conv.: Utsumi (2/3) 1', 3' Hirano (1/1) 10' Nishi (1/2) 13' | Relatório | Tries: Soares 16' c Conv.: Kochhann (1/1) 16' | Stade de France, Paris Árbitro: FIJ Lavenia Rawaca |

## Saltos ornamentais
Isaac Souza e Ingrid Oliveira obtiveram vaga ao serem finalistas do Mundial de Esportes Aquáticos.
Isaac Souza sofreu um rompimento do tendão do cotovelo (tríceps) esquerdo a poucos dias dos Jogos, enquanto estava treinando, sendo forçado a desistir de sua participação.
Feminino
| Atleta             | Evento                     | Preliminar | Preliminar | Semifinal   | Semifinal   | Final       | Final       |
| Atleta             | Evento                     | Pontos     | Posição    | Pontos      | Posição     | Pontos      | Posição     |
| ------------------ | -------------------------- | ---------- | ---------- | ----------- | ----------- | ----------- | ----------- |
| Ingrid de Oliveira | Plataforma 10 m individual | 255.90     | 23         | Não avançou | Não avançou | Não avançou | Não avançou |

## Skate
O Brasil inscreveu doze skatistas para competir em cada uma das seguintes provas dos Jogos.
Masculino
| Atleta          | Evento | Eliminatórias | Eliminatórias | Final       | Final             |
| Atleta          | Evento | Pontuação     | Posição       | Pontuação   | Posição           |
| --------------- | ------ | ------------- | ------------- | ----------- | ----------------- |
| Pedro Barros    | Park   | 89.24         | 6 Q           | 91.65       | 4                 |
| Augusto Akio    | Park   | 88.98         | 8 Q           | 91.85       | Medalha de bronze |
| Luigi Cini      | Park   | 89.10         | 7 Q           | 76.89       | 7                 |
| Felipe Gustavo  | Street | 157.89        | 15            | Não avançou | Não avançou       |
| Kelvin Hoefler  | Street | 265.24        | 6 Q           | 270.27      | 6                 |
| Giovanni Vianna | Street | 178.52        | 13            | Não avançou | Não avançou       |

Feminino
| Atleta           | Evento | Eliminatórias | Eliminatórias | Final       | Final             |
| Atleta           | Evento | Pontuação     | Posição       | Pontuação   | Posição           |
| ---------------- | ------ | ------------- | ------------- | ----------- | ----------------- |
| Raicca Ventura   | Park   | 76.24         | 12            | Não avançou | Não avançou       |
| Isadora Pacheco  | Park   | 82.07         | 9             | Não avançou | Não avançou       |
| Dora Varella     | Park   | 82.29         | 8 Q           | 89.14       | 4                 |
| Rayssa Leal      | Street | 241.43        | 7 Q           | 253.37      | Medalha de bronze |
| Gabriela Mazetto | Street | 144.35        | 19            | Não avançou | Não avançou       |
| Pâmela Rosa      | Street | 205.23        | 16            | Não avançou | Não avançou       |

## Surfe
Surfistas brasileiros confirmaram uma cota única de surfe feminino e duas vagas no masculina as disputas no Taiti. A atleta olímpica participante em Tóquio 2020, Tatiana Weston-Webb, terminou entre as oito primeiras qualificadas no ranking da World Surf League 2023 garantindo uma vaga no elenco brasileiro da modalidade.
Masculino
| Atleta         | Evento    | Rodada 1 | Rodada 1 | Rodada 2                    | Rodada 2 | Rodada 3                   | Quartas de final         | Semifinal                 | Final / MB               | Final / MB        |
| Atleta         | Evento    | Pontos   | Pos.     | Pontos                      | Pos.     | Resultado                  | Resultado                | Resultado                 | Resultado                | Pos.              |
| -------------- | --------- | -------- | -------- | --------------------------- | -------- | -------------------------- | ------------------------ | ------------------------- | ------------------------ | ----------------- |
| Filipe Toledo  | Masculino | 7.63     | 2 R2     | NZL Stairmand V 17.00–14.00 | 1 R3     | JPN Inaba D 2.46–6.00      | Não avançou              | Não avançou               | Não avançou              | Não avançou       |
| João Chianca   | Masculino | 10.07    | 1 R3     | Bye                         | Bye      | MAR Boukhiam V 18.10–17.80 | BRA Medina D 9.33–14.77  | Não avançou               | Não avançou              | Não avançou       |
| Gabriel Medina | Masculino | 13.50    | 1 R3     | Bye                         | Bye      | JPN Igarashi V 17.40–7.04  | BRA Chianca V 14.77–9.33 | AUS Robinson D 6.33–12.33 | PER Correa V 15.54–12.43 | Medalha de bronze |

Feminino
| Atleta              | Evento   | Rodada 1 | Rodada 1 | Rodada 2                     | Rodada 2 | Rodada 3                 | Quartas de final          | Semifinal                 | Final / MB              | Final / MB       |
| Atleta              | Evento   | Pontos   | Pos.     | Pontos                       | Pos.     | Resultado                | Resultado                 | Resultado                 | Resultado               | Pos.             |
| ------------------- | -------- | -------- | -------- | ---------------------------- | -------- | ------------------------ | ------------------------- | ------------------------- | ----------------------- | ---------------- |
| Tatiana Weston-Webb | Feminino | 10.33    | 2 R2     | NCA Resano V 9.50–3.30       | 1 R3     | USA Simmers V 12.34–1.93 | ESP Erostarbe V 8.10–6.34 | CRC Hennessy V 13.66–6.17 | USA Marks D 10.33–10.50 | Medalha de prata |
| Tainá Hinckel       | Feminino | 5.73     | 2 R2     | CAN Dempfle-Olin V 7.10–6.30 | 1 R3     | BRA Silva D 5.93–6.77    | Não avançou               | Não avançou               | Não avançou             | Não avançou      |
| Luana Silva         | Feminino | 7.27     | 1 R3     | Bye                          | Bye      | BRA Hinckel V 6.77–5.93  | CRC Hennessy D 5.47–6.37  | Não avançou               | Não avançou             | Não avançou      |

## Taekwondo
Caroline Santos se classificou para Paris 2024 ao terminar em sexto lugar no ranking olímpico de sua categoria e receber uma vaga realocada, enquanto Edival Pontes, Maria Clara Pacheco e Henrique Marques garantiram suas vagas em Torneios Pré-Olímpicos de qualificação.
Masculino
| Atleta           | Evento | Oitavas                | Quartas              | Semifinais           | Repescagem           | Bronze               | Final                | Final             |
| Atleta           | Evento | Adversário resultado   | Adversário resultado | Adversário resultado | Adversário resultado | Adversário resultado | Adversário resultado | Pos.              |
| ---------------- | ------ | ---------------------- | -------------------- | -------------------- | -------------------- | -------------------- | -------------------- | ----------------- |
| Edival Pontes    | −68 kg | JOR Kareem D 0−2       | Não avançou          | Não avançou          | TUR Reçber V 2−1     | ESP Pérez V 2−1      | Não avançou          | Medalha de bronze |
| Henrique Marques | −80 kg | JOR Al-Sharabaty V 2−0 | KOR Seo D 0−2        | Não avançou          | Não avançou          | Não avançou          | Não avançou          | Não avançou       |

Feminino
| Atleta              | Evento | Oitavas              | Quartas              | Semifinais           | Repescagem           | Bronze               | Final                | Final       |
| Atleta              | Evento | Adversário resultado | Adversário resultado | Adversário resultado | Adversário resultado | Adversário resultado | Adversário resultado | Pos.        |
| ------------------- | ------ | -------------------- | -------------------- | -------------------- | -------------------- | -------------------- | -------------------- | ----------- |
| Maria Clara Pacheco | −57 kg | AUS Hymer V 2−0      | CHN Luo D 1−2        | Não avançou          | Não avançou          | Não avançou          | Não avançou          | Não avançou |
| Caroline Santos     | −67 kg | THA Tongchan D 0−2   | Não avançou          | Não avançou          | Não avançou          | Não avançou          | Não avançou          | Não avançou |

## Tênis
Thiago Wild garantiu vaga pelo ranking da ATP. Thiago Monteiro, por ter sido bronze no Pan de 2023 e pelo fato do medalhista de ouro não ter podido ir aos Jogos. Beatriz Haddad Maia se qualificou pelo ranking da WTA. Laura Pigossi, por ter obtido o ouro nos Jogos Pan-Americanos de 2023.  Luisa Stefani e Bia Haddad Maia obtiveram a vaga olímpica nas duplas a partir da soma dos rankings. Wild e Monteiro jogam duplas através de vagas exclusivas aos simplistas, a partir da soma dos rankings. Inicialmente sem vaga para duplas mistas, Thiago Wild e Luisa Stefani herdaram vaga de Donna Vekić e Mate Pavić, após desistência da dupla croata.
Masculino
| Atleta                      | Evento  | Fase de 64                     | Fase de 32                       | Fase de 16                       | Quartas              | Semifinais           | Final                | Final       |
| Atleta                      | Evento  | Adversário resultado           | Adversário resultado             | Adversário resultado             | Adversário resultado | Adversário resultado | Adversário resultado | Pos.        |
| --------------------------- | ------- | ------------------------------ | -------------------------------- | -------------------------------- | -------------------- | -------------------- | -------------------- | ----------- |
| Thiago Wild                 | Simples | ARG Etcheverry D 6–7(7–9), 2–6 | Não avançou                      | Não avançou                      | Não avançou          | Não avançou          | Não avançou          | Não avançou |
| Thiago Monteiro             | Simples | ARG Báez D 4–6, 3–6            | Não avançou                      | Não avançou                      | Não avançou          | Não avançou          | Não avançou          | Não avançou |
| Thiago Wild Thiago Monteiro | Duplas  | —                              | KAZ Bublik/Nedovyesov V 6–4, 6–4 | USA Krajicek/Ram D 4–6, 6–7(3–7) | Não avançou          | Não avançou          | Não avançou          | Não avançou |

Feminino
| Atleta                            | Evento  | Fase de 64                     | Fase de 32                 | Fase de 16                    | Quartas              | Semifinais           | Final                | Final       |
| Atleta                            | Evento  | Adversário resultado           | Adversário resultado       | Adversário resultado          | Adversário resultado | Adversário resultado | Adversário resultado | Pos.        |
| --------------------------------- | ------- | ------------------------------ | -------------------------- | ----------------------------- | -------------------- | -------------------- | -------------------- | ----------- |
| Beatriz Haddad Maia               | Simples | FRA Gracheva V 6–4, 4–6, 6–0   | SVK Schmiedlová D 4–6, 4–6 | Não avançou                   | Não avançou          | Não avançou          | Não avançou          | Não avançou |
| Laura Pigossi                     | Simples | UKR Yastremska D 6–3, 5–7, 0–6 | Não avançou                | Não avançou                   | Não avançou          | Não avançou          | Não avançou          | Não avançou |
| Luisa Stefani Beatriz Haddad Maia | Duplas  | —                              | CHN Yuan/Zhang V 6–4, 6–4  | GBR Boulter/Watson D 3–6, 4–6 | Não avançou          | Não avançou          | Não avançou          | Não avançou |

Misto
| Atleta                    | Evento | Fase de 16                        | Quartas              | Semifinais           | Final                | Final       |
| Atleta                    | Evento | Adversário resultado              | Adversário resultado | Adversário resultado | Adversário resultado | Pos.        |
| ------------------------- | ------ | --------------------------------- | -------------------- | -------------------- | -------------------- | ----------- |
| Thiago Wild Luisa Stefani | Duplas | CHN Zhang/Wang D 6–3, 3–6, [8–10] | Não avançou          | Não avançou          | Não avançou          | Não avançou |

## Tênis de mesa
Hugo Calderano se qualificou nas simples pelo ranking mundial de tênis de mesa. Outra vaga foi obtida pelo fato da Equipe do Brasil ter vencido o Pan de 2023, o que qualifica 2 atletas individuais e a Equipe. O mesmo ocorre com o feminino, onde a Equipe brasileira fez a final do Pan, o que qualificou 2 atletas nas simples mais a Equipe. Bruna Takahashi e Vitor Ishiy se qualificaram nas duplas mistas por terem feito a final no Pan de 2023.
Masculino
| Atleta                                       | Evento  | Preliminar           | Rodada 1             | Rodada 2             | Oitavas              | Quartas              | Semifinal            | Final / MB           | Final / MB  |
| Atleta                                       | Evento  | Adversário resultado | Adversário resultado | Adversário resultado | Adversário resultado | Adversário resultado | Adversário resultado | Adversário resultado | Pos.        |
| -------------------------------------------- | ------- | -------------------- | -------------------- | -------------------- | -------------------- | -------------------- | -------------------- | -------------------- | ----------- |
| Hugo Calderano                               | Simples | Bye                  | CUB Pereira V 4–0    | ESP Robles V 4–2     | FRA A. Lebrun V 4–1  | KOR Jang V 4–0       | SWE Möregårdh D 2–4  | FRA F. Lebrun D 0–4  | 4           |
| Vitor Ishiy                                  | Simples | Bye                  | AUS Lum V 4–0        | GER Ovtcharov D 1–4  | Não avançou          | Não avançou          | Não avançou          | Não avançou          | Não avançou |
| Hugo Calderano Vitor Ishiy Guilherme Teodoro | Equipes | —                    | —                    | —                    | POR Portugal V 3–1   | FRA França D 0–3     | Não avançou          | Não avançou          | Não avançou |

Feminino
| Atleta                                           | Evento  | Preliminar           | Rodada 1             | Rodada 2             | Oitavas                 | Quartas              | Semifinal            | Final                | Final       |
| Atleta                                           | Evento  | Adversário resultado | Adversário resultado | Adversário resultado | Adversário resultado    | Adversário resultado | Adversário resultado | Adversário resultado | Pos.        |
| ------------------------------------------------ | ------- | -------------------- | -------------------- | -------------------- | ----------------------- | -------------------- | -------------------- | -------------------- | ----------- |
| Bruna Takahashi                                  | Simples | Bye                  | NGR Offiong V 4–0    | USA Zhang D 2–4      | Não avançou             | Não avançou          | Não avançou          | Não avançou          | Não avançou |
| Giulia Takahashi                                 | Simples | Bye                  | CHN Yingsha D 0–4    | Não avançou          | Não avançou             | Não avançou          | Não avançou          | Não avançou          | Não avançou |
| Bruna Takahashi Giulia Takahashi Bruna Alexandre | Equipes | —                    | —                    | —                    | KOR Coreia do Sul D 1–3 | Não avançou          | Não avançou          | Não avançou          | Não avançou |

Misto
| Atleta                      | Evento | Oitavas               | Quartas              | Semifinal            | Final                | Final       |
| Atleta                      | Evento | Adversário resultado  | Adversário resultado | Adversário resultado | Adversário resultado | Pos.        |
| --------------------------- | ------ | --------------------- | -------------------- | -------------------- | -------------------- | ----------- |
| Bruna Takahashi Vitor Ishiy | Duplas | ESP Robles/Xiao D 2–4 | Não avançou          | Não avançou          | Não avançou          | Não avançou |

## Tiro esportivo
Os atiradores brasileiros alcançaram cotas para os seguintes eventos com base em seus resultados nos Campeonatos Mundiais ISSF de 2022 e 2023, Campeonatos das Américas de 2022 e 2024, Jogos Pan-Americanos de 2023 e Torneio de Qualificação Olímpica Mundial da ISSF de 2024, se obtiverem uma pontuação mínima de qualificação (MQS) de 14 de agosto de 2022 a 9 de junho de 2024.
Masculino
| Atleta               | Evento             | Qualificação | Qualificação | Semifinal   | Semifinal   | Final       | Final       |
| Atleta               | Evento             | Pontos       | Posição      | Pontos      | Posição     | Pontos      | Posição     |
| -------------------- | ------------------ | ------------ | ------------ | ----------- | ----------- | ----------- | ----------- |
| Philipe Chateaubrian | Pistola de ar 10 m | 561          | 31           | Não avançou | Não avançou | Não avançou | Não avançou |

Feminino
| Atleta          | Evento                      | Qualificação | Qualificação | Semifinal   | Semifinal   | Final       | Final       |
| Atleta          | Evento                      | Pontos       | Posição      | Pontos      | Posição     | Pontos      | Posição     |
| --------------- | --------------------------- | ------------ | ------------ | ----------- | ----------- | ----------- | ----------- |
| Geovana Meyer   | Carabina de ar 10 m         | 623.5        | 38           | Não avançou | Não avançou | Não avançou | Não avançou |
| Geovana Meyer   | Carabina em 3 posições 50 m | 581-31x      | 22           | Não avançou | Não avançou | Não avançou | Não avançou |
| Geórgia Furquim | Skeet                       | 111          | 26           | Não avançou | Não avançou | Não avançou | Não avançou |

## Tiro com arco
Dois arqueiro brasileiros se classificou para o arco recurvo individual masculino e feminino devido aos seus desempenhos no Campeonato Mundial de 2023, em Berlim, Alemanha e Jogos Pan-Americanos de 2023 em Santiago, Chile.
Masculino
| Atleta                    | Evento     | Fase de ranking | Fase de ranking | 64-avos              | 32-avos              | Oitavas              | Quartas              | Semifinais           | Final / MB           | Final / MB  |
| Atleta                    | Evento     | Placar          | Posição         | Adversário Resultado | Adversário Resultado | Adversário Resultado | Adversário Resultado | Adversário Resultado | Adversário Resultado | Posição     |
| ------------------------- | ---------- | --------------- | --------------- | -------------------- | -------------------- | -------------------- | -------------------- | -------------------- | -------------------- | ----------- |
| Marcus Vinicius D'Almeida | Individual | 673             | 17              | UKR Usach V 6–2      | JPN Saito V 7–1      | KOR Woo-jin D 1–7    | Não avançou          | Não avançou          | Não avançou          | Não avançou |

Feminino
| Atleta            | Evento     | Fase de ranking | Fase de ranking | 64-avos              | 32-avos              | Oitavas              | Quartas              | Semifinais           | Final / MB           | Final / MB  |
| Atleta            | Evento     | Placar          | Posição         | Adversário Resultado | Adversário Resultado | Adversário Resultado | Adversário Resultado | Adversário Resultado | Adversário Resultado | Posição     |
| ----------------- | ---------- | --------------- | --------------- | -------------------- | -------------------- | -------------------- | -------------------- | -------------------- | -------------------- | ----------- |
| Ana Luiza Caetano | Individual | 660             | 19              | SLO Pintarič V 6–2   | MAS Mashayikh V 6–5  | FRA Barbelin D 2–6   | Não avançou          | Não avançou          | Não avançou          | Não avançou |

Misto
| Atleta                                      | Evento  | Fase de ranking | Fase de ranking | 64-avos              | 32-avos              | Oitavas                   | Quartas              | Semifinais           | Final / MB           | Final / MB  |
| Atleta                                      | Evento  | Placar          | Posição         | Adversário Resultado | Adversário Resultado | Adversário Resultado      | Adversário Resultado | Adversário Resultado | Adversário Resultado | Posição     |
| ------------------------------------------- | ------- | --------------- | --------------- | -------------------- | -------------------- | ------------------------- | -------------------- | -------------------- | -------------------- | ----------- |
| Marcus Vinicius D'Almeida Ana Luiza Caetano | Equipes | 1333            | 10              | —                    | —                    | MEX Grande/Valencia D 1–5 | Não avançou          | Não avançou          | Não avançou          | Não avançou |

## Triatlo
Manoel Messias obteve a primeira vaga brasileira. Com o término do período de classificação através do ranking mundial, o Brasil teve a confirmação das vagas de Miguel Hidalgo, Djenyfer Arnold e Vittória Lopes.
Individual
| Atleta          | Evento    | Natação (1,5km) | Natação (1,5km) | Ciclismo (40km) | Ciclismo (40km) | Corrida (10km) | Corrida (10km) | Total   | Posição final |
| Atleta          | Evento    | Tempo           | Posição         | Tempo           | Posição         | Tempo          | Posição        | Total   | Posição final |
| --------------- | --------- | --------------- | --------------- | --------------- | --------------- | -------------- | -------------- | ------- | ------------- |
| Manoel Messias  | Masculino | 23:08           | 51              | 54:21           | 41              | 32:07          | 29             | 1:51:00 | 45            |
| Miguel Hidalgo  | Masculino | 20:57           | 23              | 51:36           | 11              | 30:36          | =9             | 1:44:27 | 10            |
| Vittória Lopes  | Feminino  | 22:18           | 3               | 59:42           | 31              | 36:41          | 39             | 2:00:10 | 25            |
| Djenyfer Arnold | Feminino  | 23:04           | 27              | 57:49           | 6               | 35:31          | 27             | 1:58:45 | 20            |

Revezamento
| Atleta          | Evento | Natação (300m) | Natação (300m) | Ciclismo (7km) | Ciclismo (7km) | Corrida (2km) | Corrida (2km) | Total   | Posição final |
| Atleta          | Evento | Tempo          | Posição        | Tempo          | Posição        | Tempo         | Posição       | Total   | Posição final |
| --------------- | ------ | -------------- | -------------- | -------------- | -------------- | ------------- | ------------- | ------- | ------------- |
| Miguel Hidalgo  | Misto  | 4:08           | 2              | 9:40           | =12            | 5:06          | 13            | 20:23   | —             |
| Djenyfer Arnold | Misto  | 5:03           | 9              | 10:21          | 1              | 5:43          | 8             | 22:44   | —             |
| Manoel Messias  | Misto  | 4:34           | 11             | 9:33           | =6             | 5:06          | 10            | 20:42   | —             |
| Vittória Lopes  | Misto  | 4:59           | 4              | 10:46          | 10             | 6:09          | 11            | 23:34   | —             |
| Total           | Misto  | —              | —              | —              | —              | —             | —             | 1:27:23 | 8             |

## Vela
Oito embarcações obtiveram vagas.
Modalidades com eliminatórias
| Atleta       | Modalidade   | Corridas | Corridas | Corridas | Corridas | Corridas | Corridas | Corridas | Corridas | Corridas | Corridas | Corridas | Corridas | Corridas | Corridas    | Corridas    | Corridas    | Corridas    | Corridas    | Corridas    | Corridas    | Corridas    | Corridas    | Corridas    | Corridas    | Corridas    | Corridas    | Pontos    | Ranking final |
| Atleta       | Modalidade   | 1        | 2        | 3        | 4        | 5        | 6        | 7        | 8        | 9        | 10       | 11       | 12       | 13       | QF          | SF1         | SF2         | SF3         | SF4         | SF5         | SF6         | F1          | F2          | F3          | F4          | F5          | F6          | Pontos    | Ranking final |
| ------------ | ------------ | -------- | -------- | -------- | -------- | -------- | -------- | -------- | -------- | -------- | -------- | -------- | -------- | -------- | ----------- | ----------- | ----------- | ----------- | ----------- | ----------- | ----------- | ----------- | ----------- | ----------- | ----------- | ----------- | ----------- | --------- | ------------- |
| Mateus Isaac | IQFoil       | (BFD)    | 2        | 14       | 8        | 13       | 15       | 16       | 18       | 15       | 8        | (19)     | 16       | 5        | Não avançou | Não avançou | Não avançou | Não avançou | Não avançou | Não avançou | Não avançou | Não avançou | Não avançou | Não avançou | Não avançou | Não avançou | Não avançou | 130 (174) | 16            |
| Bruno Lobo   | Formula Kite | 3        | 7        | (10)     | 4        | (15)     | 9        | 5        | —        | —        | —        | —        | —        | —        | —           | W           | 3           | —           | —           | —           | —           | Não avançou | Não avançou | Não avançou | Não avançou | Não avançou | Não avançou | 28 (53)   | 7             |

Modalidades com corrida da medalha
| Atleta                      | Modalidade | Corridas | Corridas | Corridas | Corridas | Corridas | Corridas | Corridas | Corridas | Corridas | Corridas | Corridas | Corridas | Corridas    | Pontos    | Ranking final |
| Atleta                      | Modalidade | 1        | 2        | 3        | 4        | 5        | 6        | 7        | 8        | 9        | 10       | 11       | 12       | M*          | Pontos    | Ranking final |
| --------------------------- | ---------- | -------- | -------- | -------- | -------- | -------- | -------- | -------- | -------- | -------- | -------- | -------- | -------- | ----------- | --------- | ------------- |
| Bruno Fontes                | ILCA 7     | 31       | 31       | 6        | 30       | 32       | (34)     | 25       | 6        | —        | —        | —        | —        | Não avançou | 161 (195) | 28            |
| Marco Grael Gabriel Simões  | 49er       | (DPI)    | 14       | 16       | 20       | 16       | 18       | 9        | 10       | 16       | 12       | 19       | 16       | Não avançou | 166 (187) | 19            |
| Gabriella Kidd              | ILCA 6     | 15       | 6        | 15       | 34       | 23       | 30       | (BFD)    | 34       | 41       | —        | —        | —        | Não avançou | 198 (242) | 33            |
| Martine Grael Kahena Kunze  | 49erFX     | 13       | 5        | 6        | (BFD)    | 19       | 12       | 10       | 9        | 13       | 4        | 9        | 2        | 10          | 112 (133) | 8             |
| Henrique Haddad Isabel Swan | 470        | 12       | 12       | 10       | 12       | 9        | 8        | (13)     | 1        | —        | —        | —        | —        | 20          | 84 (97)   | 8             |
| João Siemsen Marina Arndt   | Nacra 17   | (14)     | 10       | 11       | 11       | 5        | 11       | 5        | 14       | 7        | 8        | 13       | 14       | 6           | 115 (129) | 9             |

M – Corrida da medalha / EL – Eliminado – não avança para a corrida da medalha

## Voleibol
A Seleção Brasileira de Voleibol Masculino e a Seleção Brasileira de Voleibol Feminino se classificaram através de Pré-Olímpicos.
| Time                         | Evento    | Fase de grupos | Fase de grupos    | Fase de grupos    | Fase de grupos    | Fase de grupos | Quartas de final             | Semifinal              | Final / MB        | Final / MB        |
| Time                         | Evento    | Gr.            | Adversário Placar | Adversário Placar | Adversário Placar | Pos.           | Adversário Placar            | Adversário Placar      | Adversário Placar | Pos.              |
| ---------------------------- | --------- | -------------- | ----------------- | ----------------- | ----------------- | -------------- | ---------------------------- | ---------------------- | ----------------- | ----------------- |
| Seleção Brasileira Masculina | Masculino | B              | Itália · D 1–3    | Polônia · D 2–3   | Egito · V 3–0     | 3 Q            | Estados Unidos · D 1–3       | Não avançou            | Não avançou       | Não avançou       |
| Seleção Brasileira Feminina  | Feminino  | B              | Quênia · V 3–0    | Japão · V 3–0     | Polônia · V 3–0   | 1 Q            | República Dominicana · V 3–0 | Estados Unidos · D 2–3 | Turquia · V 3–1   | Medalha de bronze |

### Masculino
Elenco
A seleção brasileira foi anunciada em 7 de julho de 2024.
| N.º | Jogador           | Altura (m) | Pos |
| --- | ----------------- | ---------- | --- |
| 1   | Bruno Rezende (c) | 1,90       | L   |
| 2   | Lukas Bergmann    | 2,04       | P   |
| 6   | Adriano Xavier    | 2,01       | P   |
| 8   | Yoandy Leal       | 2,01       | P   |
| 12  | Isac Santos       | 2,08       | C   |
| 14  | Fernando Kreling  | 1,85       | L   |
| 16  | Lucas Saatkamp    | 2,09       | C   |

| N.º                       | Jogador                      | Altura (m) | Pos  |
| ------------------------- | ---------------------------- | ---------- | ---- |
| 17                        | Thales Hoss                  | 1,90       | LB   |
| 18                        | Ricardo Lucarelli            | 1,96       | P    |
| 21                        | Alan Souza                   | 2,02       | O    |
| 23                        | Flávio Gualberto             | 2,00       | C    |
| 28                        | Darlan Souza                 | 1,93       | O    |
| 8                         | Henrique Honorato (Suplente) | 1,90       | P/LB |
| Técnico: Bernardo Rezende |                              |            |      |

Fase de Grupos
|     |         |     | Jogos | Jogos | Jogos | Resultados | Resultados | Resultados | Resultados | Resultados | Resultados | Sets | Sets | Sets  | Pontos | Pontos | Pontos |
| Pos | Equipe  | Pts | T     | V     | D     | 3–0        | 3–1        | 3–2        | 2–3        | 1–3        | 0–3        | V    | P    | R     | V      | P      | R      |
| --- | ------- | --- | ----- | ----- | ----- | ---------- | ---------- | ---------- | ---------- | ---------- | ---------- | ---- | ---- | ----- | ------ | ------ | ------ |
| 1   | Itália  | 9   | 3     | 3     | 0     | 1          | 2          | 0          | 0          | 0          | 0          | 9    | 2    | 4.500 | 269    | 224    | 1.201  |
| 2   | Polônia | 5   | 3     | 2     | 1     | 1          | 0          | 1          | 0          | 1          | 0          | 7    | 5    | 1.400 | 260    | 256    | 1.016  |
| 3   | Brasil  | 4   | 3     | 1     | 2     | 1          | 0          | 0          | 1          | 1          | 0          | 6    | 6    | 1,000 | 273    | 241    | 1.133  |
| 4   | Egito   | 0   | 3     | 0     | 3     | 0          | 0          | 0          | 0          | 0          | 3          | 0    | 9    | 0,000 | 144    | 225    | 0.640  |

| 27 de julho 13:00 Relatório: Relatório Estatísticas | Itália | 3 – 1 | Brasil | Arena 1 Paris Sul, Paris Público: 9 485 Árbitro(s): SUI Vladimir Simonović CAN Scott Dziewirz |
| 27 de julho 13:00 Relatório: Relatório Estatísticas | 25     | Set 1 | 23     | Arena 1 Paris Sul, Paris Público: 9 485 Árbitro(s): SUI Vladimir Simonović CAN Scott Dziewirz |
| 27 de julho 13:00 Relatório: Relatório Estatísticas | 27     | Set 2 | 25     | Arena 1 Paris Sul, Paris Público: 9 485 Árbitro(s): SUI Vladimir Simonović CAN Scott Dziewirz |
| 27 de julho 13:00 Relatório: Relatório Estatísticas | 18     | Set 3 | 25     | Arena 1 Paris Sul, Paris Público: 9 485 Árbitro(s): SUI Vladimir Simonović CAN Scott Dziewirz |
| 27 de julho 13:00 Relatório: Relatório Estatísticas | 25     | Set 4 | 21     | Arena 1 Paris Sul, Paris Público: 9 485 Árbitro(s): SUI Vladimir Simonović CAN Scott Dziewirz |
| 27 de julho 13:00 Relatório: Relatório Estatísticas | Set 5  |       |        | Arena 1 Paris Sul, Paris Público: 9 485 Árbitro(s): SUI Vladimir Simonović CAN Scott Dziewirz |

| 31 de julho 09:00 Relatório: Relatório Estatísticas | Polônia | 3 – 2 | Brasil | Arena 1 Paris Sul, Paris Público: 9 464 Árbitro(s): ITA Stefano Cesare DOM Denny Cespedes |
| 31 de julho 09:00 Relatório: Relatório Estatísticas | 22      | Set 1 | 25     | Arena 1 Paris Sul, Paris Público: 9 464 Árbitro(s): ITA Stefano Cesare DOM Denny Cespedes |
| 31 de julho 09:00 Relatório: Relatório Estatísticas | 25      | Set 2 | 19     | Arena 1 Paris Sul, Paris Público: 9 464 Árbitro(s): ITA Stefano Cesare DOM Denny Cespedes |
| 31 de julho 09:00 Relatório: Relatório Estatísticas | 19      | Set 3 | 25     | Arena 1 Paris Sul, Paris Público: 9 464 Árbitro(s): ITA Stefano Cesare DOM Denny Cespedes |
| 31 de julho 09:00 Relatório: Relatório Estatísticas | 25      | Set 4 | 23     | Arena 1 Paris Sul, Paris Público: 9 464 Árbitro(s): ITA Stefano Cesare DOM Denny Cespedes |
| 31 de julho 09:00 Relatório: Relatório Estatísticas | 15      | Set 5 | 12     | Arena 1 Paris Sul, Paris Público: 9 464 Árbitro(s): ITA Stefano Cesare DOM Denny Cespedes |

| 2 de agosto 13:00 Relatório: Relatório Estatísticas | Brasil | 3 – 0 | Egito | Arena 1 Paris Sul, Paris Público: 9 407 Árbitro(s): CAN Scott Dziewirz CHN Wang Ziling |
| 2 de agosto 13:00 Relatório: Relatório Estatísticas | 25     | Set 1 | 11    | Arena 1 Paris Sul, Paris Público: 9 407 Árbitro(s): CAN Scott Dziewirz CHN Wang Ziling |
| 2 de agosto 13:00 Relatório: Relatório Estatísticas | 25     | Set 2 | 13    | Arena 1 Paris Sul, Paris Público: 9 407 Árbitro(s): CAN Scott Dziewirz CHN Wang Ziling |
| 2 de agosto 13:00 Relatório: Relatório Estatísticas | 25     | Set 3 | 16    | Arena 1 Paris Sul, Paris Público: 9 407 Árbitro(s): CAN Scott Dziewirz CHN Wang Ziling |
| 2 de agosto 13:00 Relatório: Relatório Estatísticas | Set 4  |       |       | Arena 1 Paris Sul, Paris Público: 9 407 Árbitro(s): CAN Scott Dziewirz CHN Wang Ziling |
| 2 de agosto 13:00 Relatório: Relatório Estatísticas | Set 5  |       |       | Arena 1 Paris Sul, Paris Público: 9 407 Árbitro(s): CAN Scott Dziewirz CHN Wang Ziling |

Quartas de Final
| 5 de agosto 21:00 Relatório: Relatório Estatísticas | Estados Unidos | 3 – 1 | Brasil | Arena 1 Paris Sul, Paris Público: 9 346 Árbitro(s): SUI Vladimir Simonović FRA Fabrice Collados |
| 5 de agosto 21:00 Relatório: Relatório Estatísticas | 26             | Set 1 | 24     | Arena 1 Paris Sul, Paris Público: 9 346 Árbitro(s): SUI Vladimir Simonović FRA Fabrice Collados |
| 5 de agosto 21:00 Relatório: Relatório Estatísticas | 28             | Set 2 | 30     | Arena 1 Paris Sul, Paris Público: 9 346 Árbitro(s): SUI Vladimir Simonović FRA Fabrice Collados |
| 5 de agosto 21:00 Relatório: Relatório Estatísticas | 25             | Set 3 | 19     | Arena 1 Paris Sul, Paris Público: 9 346 Árbitro(s): SUI Vladimir Simonović FRA Fabrice Collados |
| 5 de agosto 21:00 Relatório: Relatório Estatísticas | 25             | Set 4 | 19     | Arena 1 Paris Sul, Paris Público: 9 346 Árbitro(s): SUI Vladimir Simonović FRA Fabrice Collados |
| 5 de agosto 21:00 Relatório: Relatório Estatísticas | Set 5          |       |        | Arena 1 Paris Sul, Paris Público: 9 346 Árbitro(s): SUI Vladimir Simonović FRA Fabrice Collados |

### Feminino
Fase de Grupos
|     |         |     | Jogos | Jogos | Jogos | Resultados | Resultados | Resultados | Resultados | Resultados | Resultados | Sets | Sets | Sets  | Pontos | Pontos | Pontos |
| Pos | Equipe  | Pts | T     | V     | D     | 3–0        | 3–1        | 3–2        | 2–3        | 1–3        | 0–3        | V    | P    | R     | V      | P      | R      |
| --- | ------- | --- | ----- | ----- | ----- | ---------- | ---------- | ---------- | ---------- | ---------- | ---------- | ---- | ---- | ----- | ------ | ------ | ------ |
| 1   | Brasil  | 9   | 3     | 3     | 0     | 3          | 0          | 0          | 0          | 0          | 0          | 9    | 0    | MAX   | 238    | 165    | 1.442  |
| 2   | Polônia | 6   | 3     | 2     | 1     | 1          | 1          | 0          | 0          | 0          | 1          | 6    | 4    | 1.500 | 244    | 230    | 1.061  |
| 3   | Japão   | 3   | 3     | 1     | 2     | 1          | 0          | 0          | 0          | 1          | 1          | 4    | 6    | 0.667 | 226    | 224    | 1.009  |
| 4   | Quênia  | 0   | 3     | 0     | 3     | 0          | 0          | 0          | 0          | 0          | 3          | 0    | 9    | 0,000 | 136    | 225    | 0.604  |

| 29 de julho 13:00 Relatório: Relatório Estatísticas | Brasil | 3 – 0 | Quênia | Arena 1 Paris Sul, Paris Público: 9 275 Árbitro(s): CHN Wang Ziling SVK Juraj Mokrý |
| 29 de julho 13:00 Relatório: Relatório Estatísticas | 25     | Set 1 | 14     | Arena 1 Paris Sul, Paris Público: 9 275 Árbitro(s): CHN Wang Ziling SVK Juraj Mokrý |
| 29 de julho 13:00 Relatório: Relatório Estatísticas | 25     | Set 2 | 13     | Arena 1 Paris Sul, Paris Público: 9 275 Árbitro(s): CHN Wang Ziling SVK Juraj Mokrý |
| 29 de julho 13:00 Relatório: Relatório Estatísticas | 25     | Set 3 | 12     | Arena 1 Paris Sul, Paris Público: 9 275 Árbitro(s): CHN Wang Ziling SVK Juraj Mokrý |
| 29 de julho 13:00 Relatório: Relatório Estatísticas | Set 4  |       |        | Arena 1 Paris Sul, Paris Público: 9 275 Árbitro(s): CHN Wang Ziling SVK Juraj Mokrý |
| 29 de julho 13:00 Relatório: Relatório Estatísticas | Set 5  |       |        | Arena 1 Paris Sul, Paris Público: 9 275 Árbitro(s): CHN Wang Ziling SVK Juraj Mokrý |

| 1 de agosto 13:00 Relatório: Relatório Estatísticas | Brasil | 3 – 0 | Japão | Arena 1 Paris Sul, Paris Público: 9 410 Árbitro(s): GRE Epaminondas Gerothodoros TUR Nurper Özbar |
| 1 de agosto 13:00 Relatório: Relatório Estatísticas | 25     | Set 1 | 20    | Arena 1 Paris Sul, Paris Público: 9 410 Árbitro(s): GRE Epaminondas Gerothodoros TUR Nurper Özbar |
| 1 de agosto 13:00 Relatório: Relatório Estatísticas | 25     | Set 2 | 17    | Arena 1 Paris Sul, Paris Público: 9 410 Árbitro(s): GRE Epaminondas Gerothodoros TUR Nurper Özbar |
| 1 de agosto 13:00 Relatório: Relatório Estatísticas | 25     | Set 3 | 18    | Arena 1 Paris Sul, Paris Público: 9 410 Árbitro(s): GRE Epaminondas Gerothodoros TUR Nurper Özbar |
| 1 de agosto 13:00 Relatório: Relatório Estatísticas | Set 4  |       |       | Arena 1 Paris Sul, Paris Público: 9 410 Árbitro(s): GRE Epaminondas Gerothodoros TUR Nurper Özbar |
| 1 de agosto 13:00 Relatório: Relatório Estatísticas | Set 5  |       |       | Arena 1 Paris Sul, Paris Público: 9 410 Árbitro(s): GRE Epaminondas Gerothodoros TUR Nurper Özbar |

| 4 de agosto 21:00 Relatório: Relatório Estatísticas | Brasil | 3 – 0 | Polônia | Arena 1 Paris Sul, Paris Público: 9 505 Árbitro(s): FRA Fabrice Collados DOM Denny Cespedes |
| 4 de agosto 21:00 Relatório: Relatório Estatísticas | 25     | Set 1 | 21      | Arena 1 Paris Sul, Paris Público: 9 505 Árbitro(s): FRA Fabrice Collados DOM Denny Cespedes |
| 4 de agosto 21:00 Relatório: Relatório Estatísticas | 38     | Set 2 | 36      | Arena 1 Paris Sul, Paris Público: 9 505 Árbitro(s): FRA Fabrice Collados DOM Denny Cespedes |
| 4 de agosto 21:00 Relatório: Relatório Estatísticas | 25     | Set 3 | 14      | Arena 1 Paris Sul, Paris Público: 9 505 Árbitro(s): FRA Fabrice Collados DOM Denny Cespedes |
| 4 de agosto 21:00 Relatório: Relatório Estatísticas | Set 4  |       |         | Arena 1 Paris Sul, Paris Público: 9 505 Árbitro(s): FRA Fabrice Collados DOM Denny Cespedes |
| 4 de agosto 21:00 Relatório: Relatório Estatísticas | Set 5  |       |         | Arena 1 Paris Sul, Paris Público: 9 505 Árbitro(s): FRA Fabrice Collados DOM Denny Cespedes |

Quartas de Final
| 6 de agosto 13:00 Relatório: Relatório Estatísticas | Brasil | 3 – 0 | República Dominicana | Arena 1 Paris Sul, Paris Público: 9 315 Árbitro(s): JPN Sumie Myoi ITA Stefano Cesare |
| 6 de agosto 13:00 Relatório: Relatório Estatísticas | 25     | Set 1 | 22                   | Arena 1 Paris Sul, Paris Público: 9 315 Árbitro(s): JPN Sumie Myoi ITA Stefano Cesare |
| 6 de agosto 13:00 Relatório: Relatório Estatísticas | 25     | Set 2 | 13                   | Arena 1 Paris Sul, Paris Público: 9 315 Árbitro(s): JPN Sumie Myoi ITA Stefano Cesare |
| 6 de agosto 13:00 Relatório: Relatório Estatísticas | 25     | Set 3 | 17                   | Arena 1 Paris Sul, Paris Público: 9 315 Árbitro(s): JPN Sumie Myoi ITA Stefano Cesare |
| 6 de agosto 13:00 Relatório: Relatório Estatísticas | Set 4  |       |                      | Arena 1 Paris Sul, Paris Público: 9 315 Árbitro(s): JPN Sumie Myoi ITA Stefano Cesare |
| 6 de agosto 13:00 Relatório: Relatório Estatísticas | Set 5  |       |                      | Arena 1 Paris Sul, Paris Público: 9 315 Árbitro(s): JPN Sumie Myoi ITA Stefano Cesare |

Semifinal
| 8 de agosto 16:00 Relatório: Relatório Estatísticas | Brasil | 2 – 3 | Estados Unidos | Arena 1 Paris Sul, Paris Público: 9 253 Árbitro(s): SVK Juraj Mokrý ARG Karina Rene |
| 8 de agosto 16:00 Relatório: Relatório Estatísticas | 23     | Set 1 | 25             | Arena 1 Paris Sul, Paris Público: 9 253 Árbitro(s): SVK Juraj Mokrý ARG Karina Rene |
| 8 de agosto 16:00 Relatório: Relatório Estatísticas | 25     | Set 2 | 18             | Arena 1 Paris Sul, Paris Público: 9 253 Árbitro(s): SVK Juraj Mokrý ARG Karina Rene |
| 8 de agosto 16:00 Relatório: Relatório Estatísticas | 15     | Set 3 | 25             | Arena 1 Paris Sul, Paris Público: 9 253 Árbitro(s): SVK Juraj Mokrý ARG Karina Rene |
| 8 de agosto 16:00 Relatório: Relatório Estatísticas | 25     | Set 4 | 23             | Arena 1 Paris Sul, Paris Público: 9 253 Árbitro(s): SVK Juraj Mokrý ARG Karina Rene |
| 8 de agosto 16:00 Relatório: Relatório Estatísticas | 11     | Set 5 | 15             | Arena 1 Paris Sul, Paris Público: 9 253 Árbitro(s): SVK Juraj Mokrý ARG Karina Rene |

Disputa pela medalha de bronze
| 10 de agosto 17:15 Relatório: Relatório Estatísticas | Brasil | 3 – 1 | Turquia | Arena 1 Paris Sul, Paris Público: 9 151 Árbitro(s): JPN Sumie Myoi ARG Karina Rene |
| 10 de agosto 17:15 Relatório: Relatório Estatísticas | 25     | Set 1 | 21      | Arena 1 Paris Sul, Paris Público: 9 151 Árbitro(s): JPN Sumie Myoi ARG Karina Rene |
| 10 de agosto 17:15 Relatório: Relatório Estatísticas | 27     | Set 2 | 25      | Arena 1 Paris Sul, Paris Público: 9 151 Árbitro(s): JPN Sumie Myoi ARG Karina Rene |
| 10 de agosto 17:15 Relatório: Relatório Estatísticas | 22     | Set 3 | 25      | Arena 1 Paris Sul, Paris Público: 9 151 Árbitro(s): JPN Sumie Myoi ARG Karina Rene |
| 10 de agosto 17:15 Relatório: Relatório Estatísticas | 25     | Set 4 | 15      | Arena 1 Paris Sul, Paris Público: 9 151 Árbitro(s): JPN Sumie Myoi ARG Karina Rene |
| 10 de agosto 17:15 Relatório: Relatório Estatísticas | Set 5  |       |         | Arena 1 Paris Sul, Paris Público: 9 151 Árbitro(s): JPN Sumie Myoi ARG Karina Rene |

## Voleibol de praia
Duas duplas masculinas e duas femininas se classificaram.
Masculino
| Atleta                         | Evento    | Fase de grupos | Fase de grupos | Fase de grupos | Oitavas de final                             | Quartas de final                       | Semifinal              | Final / MB             | Posição final |
| Atleta                         | Evento    | Gr.            | Adversário e resultado | Pos.           | Adversário e resultado                       | Adversário e resultado                 | Adversário e resultado | Adversário e resultado | Posição final |
| ------------------------------ | --------- | -------------- | --- | -------------- | -------------------------------------------- | -------------------------------------- | ---------------------- | ---------------------- | ------------- |
| André Stein George Wanderley   | Masculino | D              | MAR Abicha–El Graoui V 2–0 (21–18, 21–10)CUB Díaz–Alayo D 0–2 (13–21, 18–21)USA Partain–Benesh D 1–2 (17–21, 21–14, 8–15) | 3 Q            | GER Ehlers–Wickler D 0–2 (16–21, 17–21)      | Não avançou                            | Não avançou            | Não avançou            | Não avançou   |
| Arthur Lanci Evandro Gonçalves | Masculino | E              | AUT Hörl–Horst V 2–0 (21–18, 21–19)CAN Schachter–Dearing V 2–0 (21–13, 21–16)CZE Perušič–Schweiner V 2–0 (21–18, 21–16)   | 1 Q            | NED van de Velde–Immers V 2–0 (21–16, 21–16) | SWE Åhman–Hellvig D 0–2 (17–21, 16–21) | Não avançou            | Não avançou            | Não avançou   |

Feminino
| Atleta                            | Evento   | Fase de grupos | Fase de grupos | Fase de grupos | Oitavas de final                        | Quartas de final                         | Semifinal                                      | Final / MB                                      | Posição final   |
| Atleta                            | Evento   | Gr.            | Adversário e resultado | Pos.           | Adversário e resultado                  | Adversário e resultado                   | Adversário e resultado                         | Adversário e resultado                          | Posição final   |
| --------------------------------- | -------- | -------------- | --- | -------------- | --------------------------------------- | ---------------------------------------- | ---------------------------------------------- | ----------------------------------------------- | --------------- |
| Ana Patrícia Ramos Eduarda Lisboa | Feminino | A              | EGY Marwa–D. Elghobashy V 2–0 (21–14, 21–19)ESP Liliana–Paula V 2–0 (21–12, 21–13)ITA Gottardi–Menegatti V 2–0 (21–17, 21–10) | 1 Q            | JPN Akiko–Ishii V 2–0 (21–15, 21–16)    | LAT Tīna–Anastasija V 2–0 (21–16, 21–10) | AUS Mariafe–Clancy V 2–1 (20–22, 21–15, 15–12) | CAN Melissa–Brandie V 2–1 (26–24, 12–21, 15–10) | Medalha de ouro |
| Bárbara Seixas Carolina Solberg   | Feminino | E              | JPN Akiko–Ishii V 2–0 (21–12, 21–19)LTU Paulikienė–Raupelyté V 2–0 (21–13, 21–14)NED Stam–Schoon V 2–1 (16–21, 21–17, 19–17)  | 1 Q            | AUS Mariafe–Clancy D 0–2 (22–24, 14–21) | Não avançou                              | Não avançou                                    | Não avançou                                     | Não avançou     |